# Karl von Blaas

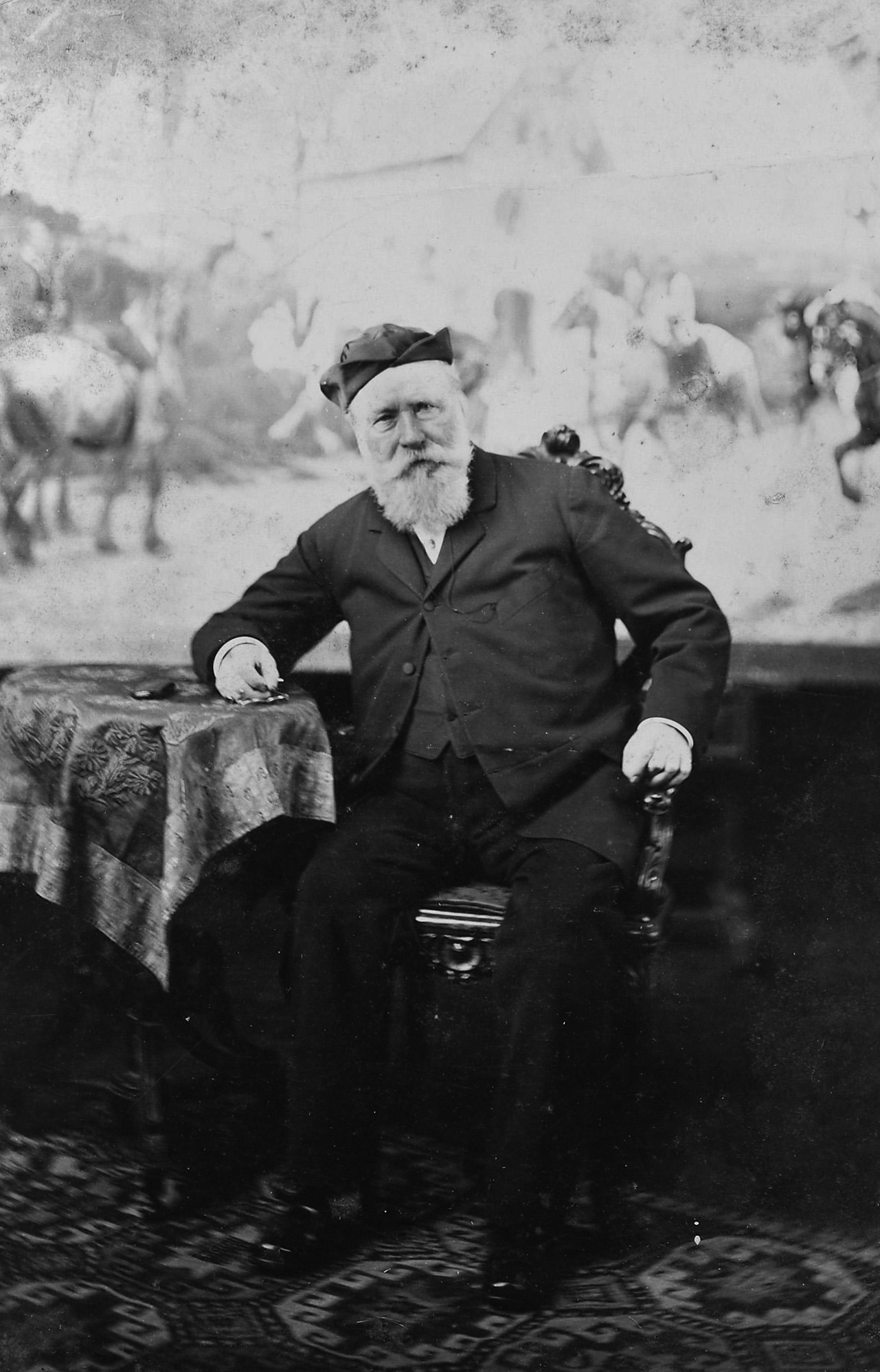
Karl von Blaas fényképfelvétele

Karl von Blaas (névváltozata: Carl [von] Blaas, magyarosan Blaas Károly; Nauders, Tirol, 1815. április 28. – Bécs, 1894. március 19.) osztrák festő, a Nazarénus festők egyike. A Blaas-festődinasztia megalapítója. Leszármazottai közül két fia, Eugene de Blaas és Julius von Blaas apjuk hivatását követték. Eugene fia, Giulio de Blaas (1888–1934), és Julius fia, Carl Theodor von Blaas (1886–1960), valamint annak felesége, Helene von Blaas, szintén mindnyájan festőművészek lettek. A Bécsi- és Velencei Képzőművészeti Akadémia tanára. Bécsben nála tanult Liezen-Mayer Sándor magyar festő.

## Családja
Karl von Blaas elszegényedett, tiroli nemesi család tizedik gyermekeként született. Apja Johann Joseph Blaas, aki a földműves és malomtulajdonos szülői háznál kitanulta a molnármesterséget, később, amikor megnősült, pékséget nyitott. Tirolban több helyen is lakott a család.
Felesége: Agnesina Auda (Róma, 1820. szeptember 14. – Bécs, 1868. október 17.). Házasságkötésük 1842. október 24-én a Róma közelében lévő Albano Lazialében volt.
Gyermekei: Eugen von Blaas (1843–1931), Julius von Blaas (1845–1922) és Cornelia von Blaas (1848. október 11–).

## Tanulmányai
Karl von Blaas – 1876-ban írt Önéletrajza szerint – mint a legkisebb gyermek, nem volt jó tanuló, olvasni is nehezen tanult meg, de a festészet, a rajzolás, a faragás és az erről szóló irodalmak – amelyhez apjának is nagy tehetsége volt –, felkeltették tudásvágyát. Anyja testvére Franz Xaver Purtscher von Eschenburg báró, aki saját erejéből küzdötte fel magát a bírói székig és a birodalmi bárói rangig, Lembergből érkezett Innsbruckba, s a területi Legfelsőbb Bíróság alelnöke lett. Karl 12 évesen Martinsbruckból 1827 novemberében az ő segítségével költözött a nála 15 évvel idősebb, postatisztnek tanuló Jakab testvéréhez Innsbruckba, hogy ott folytassa tanulmányait. Itt is inkább a rajzolással foglalkozott, közepes bizonyítványt szerzett, egyedül földrajzból és erkölcstanból volt kitűnő. Azonban tanárai és diáktársai észrevették rajztehetségét, és kisebb felkéréseket, megbízásokat adtak neki. Sok nélkülözés után 1828. augusztus 4-én hazautazott szüleihez, akik nem sokkal később Naudersbe költöztek vissza, hogy fenn tudják tartani magukat. A gyermekek közül ő egyedül a szüleivel maradt, s írnoki állást vállalt a helyi regionális bíróságnál, ahol Lindner bírósági jegyző segítette rajzkészségének fejlődésében, másolásra Johann Degler (1666–1729) festményeket (nyomatokat), akvarelleket és festőeszközöket adott neki. Egyre inkább elköteleződött a képzőművészet mellett, ezért 1831 decemberében visszatért Innsbruckba, ahol bátyja fogadta be, s itt magát képezte helyi festők tanácsai, múzeumi festmények, szobrok tanulmányozása révén. Rajztanításból, akvatinta-sokszorosítási munkából tartotta fenn magát. Próbálkozott Josef Arnold der Ältere (1788–1879) tanítványa lenni, de ő nem kívánt vele foglalkozni, amint Blaas önéletrajzában írja, „Tirol legjobb mestere volt akkor, de egy morcos bagoly”. Megelégedéssel töltötte el, hogy évekkel később a saját (A vizitáció című) festményét rendelte meg nála másolni egy innsbrucki pap számára.

## Művészeti tanulmányai, pályafutása

### Velencei akadémiai évek (1832–1837)

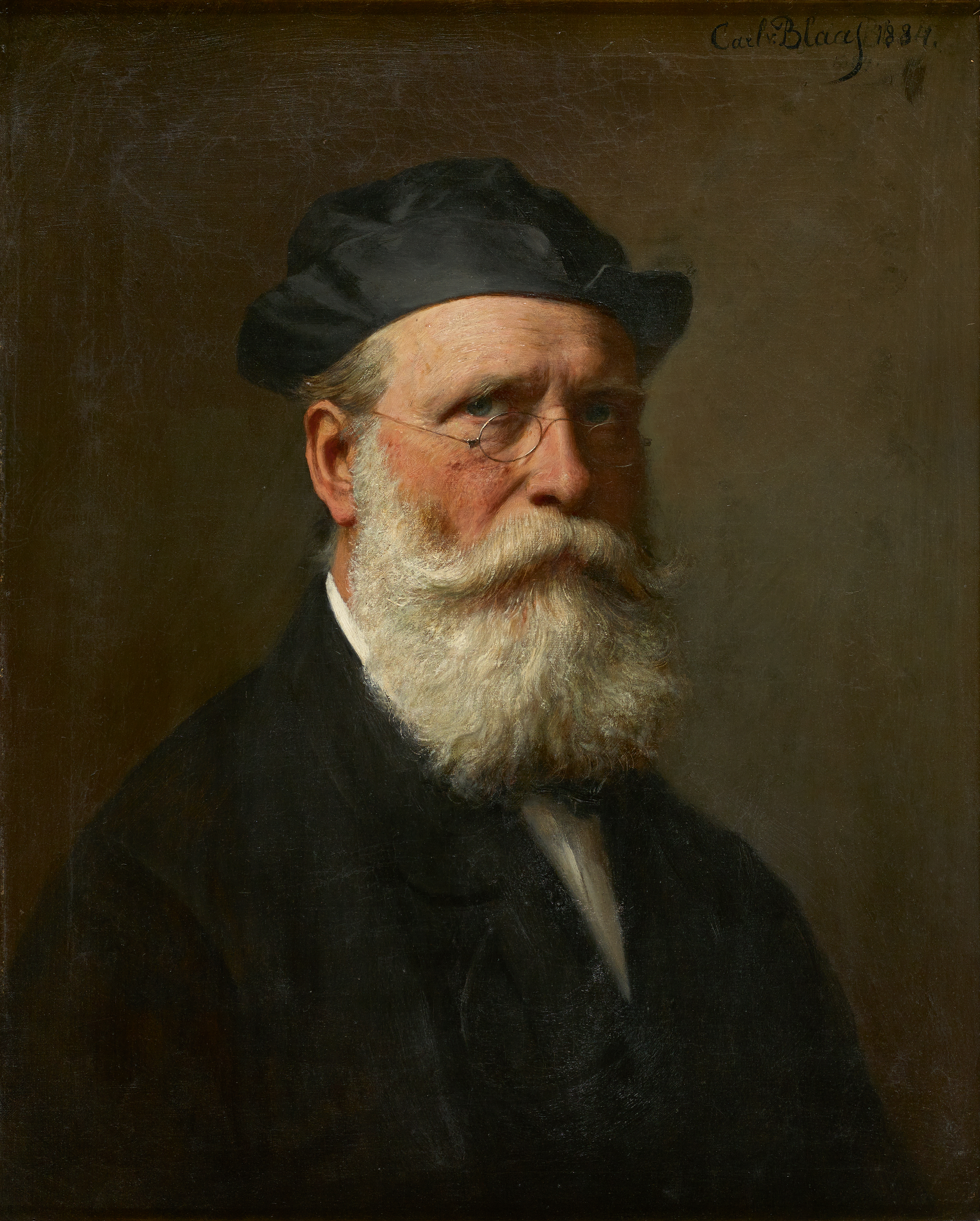
Karl von Blaas, Önarckép

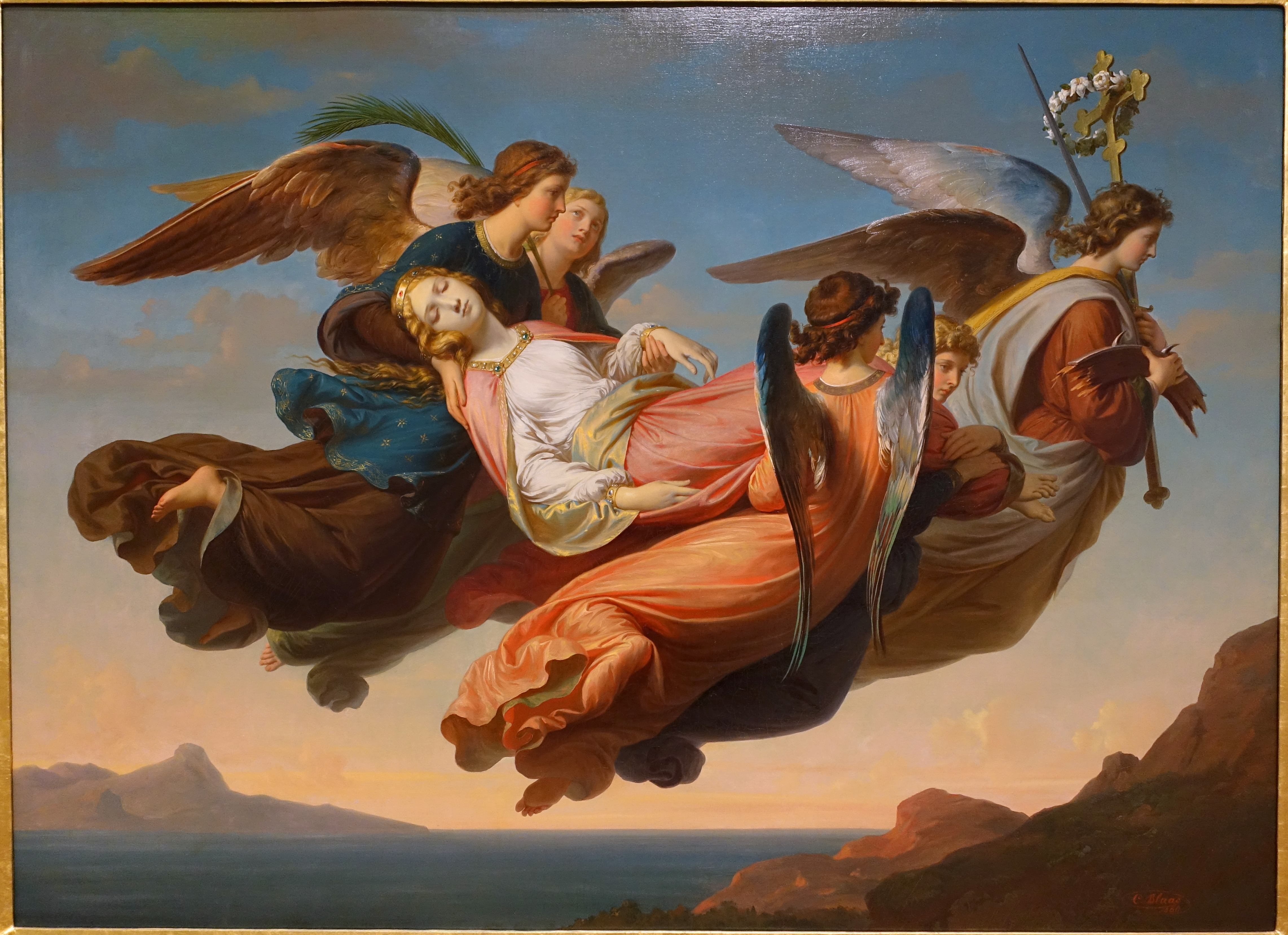
Szent Katalint angyalok hordozzák festmény (1842) egyik változata, 1860, Fogg Art Museum, Harvard University

Végül nagybátyja, az időközben Veronába helyezett Purtscher von Eschenburg birodalmi báró 1832 szeptemberétől lehetővé tette számára a Velencei Képzőművészeti Akadémián való tanulást. Két éven keresztül nyomorúságos viszonyok között élt, majd miután már sikereket ért el, és vállalt portréfestést, nagybátyja segélyét kiegészítve keresetével, jobb életkörülményt tudott teremteni magának. Itt Ludovico Lipparini, az 1820-as évektől a rajz és festés tanára felismerve tehetségét pártfogásába vette, bár festészeti szempontból ő más stílust követett. Emlékezetes tanára volt még Giuseppe Borsato (1771–1849) is. Tanulmányai idején Velencébe látogatva Peter von Cornelius egy Tiziano festmény másolásakor hívta fel figyelmét az emberi test színének kialakítására e részek szürke alapozásával. Másik – Önéletrajzában említett – tárgy, mely sok önuralmat kívánt tőle, az esti órákban, gyertyafény mellett tartott anatómiaóra volt, amely során megnyúzott emberi testrészekről készítettek tanulmányrajzokat. Elismerten tehetséges és szorgalmas tanuló volt, minden évben az akadémián több első és második díjat nyert. 1834-ben két első díjat is megítéltek számára, melyek egyikét a „Tullia, wie sie über den Leichnam ihres Vaters fährt” (Tullia áthajt apja holttestén) című festményéért kapta. Ekkor szabadsága alatt a már egyedül élő apjához hazalátogatott Naudersbe. Velencébe visszatérve sok megbízással fordultak hozzá – melyek között Lipparini professzora ajánlásával még olyat is elvállalt, mint a páduai Treves báró kocsijának címerfestése –, így jövedelméből már ő támogathatta apját. Jó barátságba került a Münchenből ekkor Velencébe kerülő akadémiai társával, a magyar Petz Henrikkel, aki művelt volt, s modellt ülve szívesen felolvasott neki, vívni is tanította. Nyári szabadsága alatt gyalogosan Münchenbe látogatott, tanulmányozta a képtárak, középületek festményeit, szobrait, s egészen 1836 októberéig maradt, hogy az Oktoberfesten részt vehessen, majd visszatért Velencébe. Nagybátyja tanácsára a Mózes a Sínai-hegyen témájú festményével pályázott a bécsi művészeti kiállításra, s a Metternich herceg protektorsága alatt működő Bécsi Képzőművészeti Akadémia megszavazta számára a négyéves, 800 gulden összegű „Római ösztöndíjat”. Előbb Firenzébe ment, ahol Raffaello Sanzio és a korai reneszánsz műveit tanulmányozta. Itt megismerkedett Melchior Paul von Deschwandennel, akinek vallásos témájú festményei mély benyomást gyakoroltak rá.

### Római évek, utazások (1837–1840)
Rómába érkezve rögtön a Szent Péter bazilikába ment, mely áhítattal töltötte el, s elhaladtában még XVI. Gergely pápát is megláthatta bíborosai körében. Rómában az osztrák nagykövetség palotájában a stúdióapartmanok közül ekkor üresen álló egyik négyszobás lakást kapta meg, amely az épülethez csatlakozó torony legfelső emeletén volt (mint írta: 188 lépcsőfok vitt fel, de kárpótolta őt a csodálatos panoráma). Ellátogatott a Greco Antik Kávéházba,, amely a kor képzőművészeinek találkozóhelye volt, és számos ismerősre tett szert. Bejelentkezett Johann Friedrich Overbecknél a müncheni Joseph Görres ajánlólevelével, s az ő köréhez tartozó, a Santa Maria dell’Anima templomba járó fiatal művészek, a nazarénusok és Joseph Anton Koch hatása alá került. Így a vallásos témákat részesítette előnyben, bár az ábrázolásmódban vívódott, saját útját kereste, s szerelmi bánat is kínozta. Első itt festett képe a Rózsacsoda volt (Szent Erzsébet legendájának része), melyet Bécsbe küldött, s Metternich megvásárolta a képgaléria számára. Öt hónapos Rómában tartózkodásakor Ferenc testvére balesete, s apja segítése miatt anyagi fedezetének jó részét el kellett küldenie, pénzkeresés után kellett néznie. Második képe Benvenuto Tisi Garofalo Borghese palotában lévő Pietà-jának másolása volt. Kezdeti római tartózkodása alatt lettek szívbéli jó barátai az ekkor Rómába érkező tiroli Anton Kriesmayer szobrász és a szintén tiroli Peter Ortner festő és író is (ők mindketten 1841-ben hunytak el). Melchior Paul von Deschwandennel, akivel Firenzében ismerkedett össze, s aki ekkor Rómába költözve szállást keresett, megosztotta toronylakását. Ettől kezdve nagyon jó barátok lettek, s e barátja még inkább a vallás útjára terelte. 1839-ben kezdte festeni a Jákob a sivatagban teljes családjával témájú képét. Részt vett a római képzőművészek fiatalos mulatságaiban, az igen nagy előkészületekkel járó jelmezbálokban (a május 1-jén megrendezett „Cervara Fest” lóversenyén megnyerte az első díjat jelentő etruszk vázát is), az arisztokrácia báljait, még ha ritkán is, de látogatta. 1839 nagyon meleg nyarát Perugiában töltötték Deschwanden barátjával Danzetta grófnál vendégségben. A gróf birtokában lévő festményekből Blaas másolatokat készíthetett, s a környék természeti szépségeit is bejárták. Perugiában festette meg Laura Bernabo arcképét, akibe bele is szeretett, de végül Blaas bizonytalan egzisztenciális helyzete miatt útjuk elvált. Ezután Assisibe mentek, ahol több napot töltöttek a templomok tanulmányozásával, innen néhány közeli helység gyalogos meglátogatása után visszamentek Perugiába, ugyanis Blaas a hőségben való gyaloglástól megbetegedett és három hétig nyomta az ágyat, majd Foligno és Viterbo érintésével visszautaztak Rómába. Itt panaszos levelek várták otthonról, így pénzkeresés miatt Bolzano nagyprépostjának, monsignore Eberlenek megrendelésére kisebb méretű másolatot készített a Rózsacsoda című képéről, ugyanígy Radziwiłł hercegnek is, aki festés közben meglátogatta, és szintén kért tőle másolatot.
A nazarénusokhoz tartozó 12 német festő minden csütörtökön összejött Overbeck házában, és kölcsönösen véleményt mondtak egymás műveiről. Innen mindig szomorúan ment haza – amint Önéletrajzában írja –, mert „figurái túl földiek, világiasak és érzékletesek” voltak a körbeliek kritikája szerint. Viszont mindenkinek tetszett a Rómában festett negyedik képe, a Die Maria Heimsuchung című (melyet az irodalomban A Vizitáció néven is emlegetnek). Ezt a megrendelő művészeti kereskedő, Franz Unterberger az innsbrucki Ferdinandeumnak adta el. Egy amerikai hölgy ugyanezen festménynek a másolatát kérte tőle, s még számos vendéget is hozott portrémegrendelési kéréssel.
1840-ben Nápolyba utaztak le a tiroli és a német festők, akik a gyógykezelésre Ischia szigetére induló, már egyre betegebb Anton Kriesmayert kísérték el. Az úton sok vázlatot készített. Pompeiba, Herculaneumba és a Vezúvhoz, Castellammare di Stabiába is ellátogattak. Ő visszatért Nápolyba, s annak képzőművészeti értékeit tanulmányozta, majd többen Nápoly tágabb környezetét is felderítették. Ischia szigetén barátjukkal pár napot töltöttek, majd Capriba mentek és a Kék-barlangot csónakázták végig. Salernoban VII. Gergely sírját tekintették meg, Paestumban pedig a Poszeidón templomot.

### Szerelem, házasság, további tanulmányutak (1841–1842)
Visszatérve Rómába, Anton Kriesmayer szobrász barátjának súlyosbodott az állapota, s bárói pártfogással Dr. August van Millingen (1799–1875) orvos családjához került Albano Lazialébe (ahol később, gondos ápolása ellenére 1841. július 27-én elhunyt Karl von Blaas karjaiban). Van Millingen elvette feleségül Faustino Auda özvegyét, annak első házasságából hozott Agnesina leányával együtt. Blaas 1841. május elején leutazott beteg barátjához, s megismerte Agnesinát, akivel kölcsönösen egymásba szerettek. Rómából elhozatta felszerelését, s július végéig a családnál maradt, tájképeket festett és vázlatokat készített. A 25 éves Karl és a 41 éves August Millingen együtt vadásztak, eszmecseréket folytattak, utóbbi orvosi gyakorlatra nem kapott helyben engedélyt, mégis a lakosok gyakran őt keresték fel bajaikkal.
Július végén Toszkánába utazott. Sienán keresztül Firenzébe érkezett, szobát bérelt és a „firenzei iskola” művészeinek munkáit tanulmányozta, régi mesterek műveit másolta, itt élő német művészbarátaival esténként eszmét cseréltek. A nyár folyamán barátaival Pratoba, Pistoiába, Pisába és Livornoba is elutaztak, tanulmányozták a képzőművészeti alkotásokat.
Előbb visszautazott Rómába, majd október három hetét Albano Lazialében töltötte a Millingen családdal, halászással, cápafogással és szabadtéri társasági vacsorákkal, mely szokást a nyári és az októberi hónapban házas korában is megtartották. Rómába visszatérve, a téli hónapokban kezdte el festeni a Szent Katalint angyalok hordozzák című festményét. Gebhard Flatz nazarénus festő barátja hatására lelkigyakorlatra ment a jezsuitákhoz a Lateránnál lévő filiális kolostorba, ahol le akarták beszélni a házasságról, s bár végig kitartott, örült, hogy visszatérhetett római toronylakásába.
Vállalkozást akart nyitni, s új, kétszobás, stúdiós lakosztályt bérelt. Itt fejezte be a Szent Katalin témájú festményét, melyet az ekkor rendezett művészeti kiállítás másnapján eladott egy amerikainak, s melyről rögtön másolatot is kértek Philadelphia számára. További megrendelést kapott a fiatal Ratisbon úrtól, egy katolikus hitre tért vagyonos strasbourgi zsidótól, aki Párizsban egy jezsuita templomot tervezett építtetni, s ehhez öt oltárképet rendelt. Azonban a képek festését felügyelő jezsuita által a barokk freskók stílusában, azok súlyos emberábrázolásával kért képeket Blaas nem volt hajlandó megfesteni, s az összeszólalkozás után nem fejezte be azokat. Ugyanekkor lord Shrewsbury megrendelt a sírkápolnájához 11 angyalt arany alapon, medalion formában, s két egész alakos őrangyalt, akik a sírt őrzik. Rendeltek nála portréfestést is, amely jobban jövedelmezett, mint a szent képek. Ennyi jövedelem után már meg merte kérni Agnesina Auda kezét, s az esküvő napját október 24-ére, Szent Rafael arkangyal napjára tűzték ki, „már a nagy festő, Raffaello iránti tiszteletből is”.
Festő társaival ezután Subiacoba, a Szabin-hegység egyik legszebb völgyében fekvő településre utazott, amely – mint írta – a festők számára találkozóhely volt, mert minden művészeti ág megtalálta itt témáját. Blaas is több tájképvázlatot készített.
1842. október 24-én hajnali fél ötkor, az első szentmisén tartották meg esküvőjüket, s délután kettőkor érkeztek meg Rómába.

### Boldog családi élet, megrendelések (1842–1847)
Konyhájuk nem lévén, vendéglőbe jártak étkezni, később Blaas talált egy kényelmesebb lakást, ahol nyolc évig élt a családjával. Felesége modellként is segített neki kéz- és fejtanulmányok készítésében, sőt a drapériák esésének vizsgálatában is, de az órákig való állást később nem kívánta meg tőle. Agnesina egészségileg megrendült, s ezért Albano Lazialébe költözött édesanyjához, ahol Blaas minden szombat-vasárnap meglátogatta. Hét közben szorgalmasan festett, s lord Shrewsbury szinte pártfogója lett. Rajta keresztül megismerkedett annak vejével, Doria herceggel, aki feleségének, Doria hercegnőnek az arcképét rendelte meg tőle. Blaas örült, hogy meg tudta festeni Róma egyik legszebb hölgyét. Két példányban kellett a portrét elkészítenie, sőt a négyéves Theresina leányuknak egész alakos festményét is megrendelték tőle. E képek jó ajánlólevelek lettek számára, s többek között számos angol megrendelőt vonzottak hozzá. E nyáron festette meg a Rebeka a kútnál című képét is.
1843 áprilisában talált egy új lakást, amely a Via Gregorianán volt, az első emeleten négy szoba és egy tágas stúdió, konyha, pince és „a város legszebb kilátása az Angyalvárra, a Vatikán és a Monte Mario felé”. A berendezkedésig feleségével Albano Lazialébe tették át fő székhelyüket, s itt hosszú sétákat tettek a gyönyörű tájon.
Eugen fia 1843. július 24-én született meg, s amint írja: „kacagott a boldogságtól a szívem, amikor Agnesina behozta a stúdióba a kis Lolót.”
Német művészek gyakran érkeztek hozzá, akiket Rómában és környékén szívesen kalauzolt. Albano Lazialében is sokat tartózkodott, megfestette felesége egész családját, csak Agnesináról nem sikerült – szerinte megfelelő – portrét festeni, mert nem tudta kellőképpen tükrözni a természetét. Ez időben nyitott önálló műtermet Rómában Carl Rahl bécsi festő, akivel Albano Lazialében nagy sétákat tettek, szabadgondolkodású felfogásáról vitatkoztak. Nyáron megfestette Corsini herceg és Conti herceg portréját és néhány tanulmányfejet, vázlatokat is készített a tájról. Az Albano Lazialétól egy órányira eső Genzanoban megfestette Vincenzo Jacobini három leányának portréját, s az egyik leányról, Theresináról Albano Laziale-i viseletben készített festmény olyan jól sikerült, hogy később Rómában egy óra alatt elkelt. Ez megint újabb megrendeléseket vonzott maga után.
Az októbert Albano Lazialében töltötte a szokásos vadászatokkal, ekkor felesége a kis Eugennel és a később velük még 15 évig együtt élő Loretta gyermeklánnyal (pesztonkával) a kényelmesen berendezett római lakásukban maradt.
Megismerkedett a fiatal Salviati Borghese herceggel, aki megbízást adott neki a Rózsacsoda című képének másolatára. Ezt, a feleségét 1840-ben elveszített bátyjának akarta ajándékozni. (Skarlátban meghalt felesége lord Shrewsbury szintén szépségéről híres leánya, Doria hercegnő nővére volt). Megfestette lady Walpole angol szépség arcképét is, amely aztán sok angliai megrendelőt hozott neki, „…mert egy ilyen feltűnően szép arc híressé teszi a művészt, ha sikerrel jár. Sok angol látogatott meg, és több portréra adott rendelést. Nem emlékszem a nevekre, mert sajnos nem vezettem feljegyzéseket a munkámról.”– írta Önéletrajzában. Az angol portrémegrendelések Lord Cadogan angol admirális két leányának arcképfestése után maradtak abba, amikor az idősebbik leány, akinek kiálló első fogai és sovány, de erős csontozata volt, végül több módosítás után is elégedetlen volt az eredménnyel, bár Blaas több ízben és többféle öltözékben átfestette a képet. Kifizették ugyan az arcképet, de az angol arisztokrácia ettől kezdve nem kereste meg.
Egy amerikai festő közvetített hozzá felkérést egy hölgy és egy úr portréjának festésére, s a Szent Katalin témájú festményének másolatát pedig szintén egy amerikai hölgy rendelte meg tőle.
1845 karácsonyát Albano Lazialében töltötte, s a tíz nap alatt még vadászni is el tudott menni a környékre. Korábban csatlakozott már egy vadásztársasághoz, s míg Rómában éltek, nyolc éven át minden késő ősszel és télen részt vett a 6–8 napig tartó vadászatokon. Egy ízben rekord méretű vadkan zsákmányra is szert tett. Minden alkalommal számos rajzot és vázlatot készített a tájról és a vadakról.
Albano Lazialében 1845 nyarán két képet festett Buffière báró számára, egy Madonnát két angyallal és a Mariae Heimsuchung (A Vizitáció, Mária és Erzsébet találkozása) kép új változatát, melyen Erzsébet térdel Mária előtt, József szintén térdel, Zakariás pedig áll egy-egy szőlőtőke alatt.
1845. augusztus 22-én született meg Julius fia, aki gyenge csecsemő volt, de – amint írja – nagyszerű, erős ember lett belőle.
Ekkor ismerte meg Michel Stohl akvarellfestőt Bécsből, az osztrák Karl Mayert és Joseph Gasser szobrászt. Stohl a házukban bérelt lakásban élt feleségével. Hárman jó barátok lettek, Gasser és Mayer később is Bécsben éltek, így az önéletrajz írásakor mint meglévő barátokról emlékezett meg róluk.
Leon Potocki (1789–1860) nápolyi orosz nagykövet (akinek már több portrét készített, többek között annak feleségéről is) Rómában járva meghívta, de mikorra 1847 nyarán Blaas családostul Nápolyba ért, kiderült, hogy visszautazott a Krimbe és nem is jön vissza. Sobanska grófnő (Potocki nővére) azonban ellátta munkával, megbízta egy Raffaello kép másolatának (az ún. Terranuova Madonna) és ismerősök (a nápolyi arisztokrácia) portréinak készítésével. Nápoly környékén családjával több helyen is tartózkodtak, erkélyükről gyönyörködtek a Vezúv kitörésében. Sorrentoban is készített vázlatokat, festett érdekes embereket (egy ács feleségét és egy leányt), a kész festményt egy orosz grófnak adta el.
Rómába visszatérve másolatot készített Fra Bartolomeo valamelyik Madonnájáról még Sobanska grófnő kérése alapján, s Tiziano Vecellio La Bella képéről, megismételte a korábbi Raffaello másolatot egy dán megrendelőnek, valamint több portrét megfestett angliai felkérésre.

### Forradalmi évek, újabb művek (1847–1851)
„IX. Piusz pápa 1846-ban reformjaival megindította az olaszországi politikai mozgalmat” – írja Blaas. Ahol járt, mindenütt nagy tömegek fogadták. Az 1847. október 7-i Albano Laziale-i látogatása előtt Blaas kapott megbízást a város elöljáróitól, hogy megtervezze a fogadási dekorációt. Az ideiglenes emlékmű állványozott készítésekor letört alatta egy létrafok, és szerencsétlenül esve eltörte a csuklóját, amit sebész tett sínbe, így az ünnepségen nem volt jelen. Művéért pápai dicséretet és egy ezüstérmet kapott.
A milánói forradalom kitörésekor a németeket és osztrákokat kiűzték, s a művészek közül is többen Franciaországba, vagy vidékre húzódtak. Blaas is Albano Lazialébe utazott le, ahol aztán két évig éltek családjával. A polgári őrségben való részvételt elutasította, bár apósa, Millingen doktor az Albano Laziale-i polgári gárda parancsnoka volt.
Károlyi István gróf hat hónappal korábban a majdani fóti templomhoz oltárképeket rendelt tőle, melyet felesége, Esterházy Franciska grófnő 1844. évi halála miatt a család sírkápolnájának elhelyezésére szánt. 1847-ben festette a Clemens pápa hódolata a neki megjelenő Madonna előtt témájú festményét. A szentpétervári gróf Panyin számára pedig három festményt, az 1809-es Tiroli felkelés egy jelenetét, a Menekülés Egyiptomba és a Krisztus Emmauszban címűt.
Harmadik gyermeke, leánya, Cornelia, 1848. október 11-én megszületett Albano Lazialében.
Amikor Nápoly királya elfoglalta Albano Laziale központját, az összecsapástól félve Blaas elfogadta Ricotta földbirtokos meghívását és teljes családjával Nettunóba menekültek. Millingen a városi polgári gárda parancsnokaként helyben maradt, majd Giuseppe Garibaldival a nápolyiak ellen vonult. Házukban és állatállományukban a katonák nagy pusztításáról érkeztek hírek, „levágták az összes baromfit, fogyasztották a bor- és olajkészleteket, és az öszvéreket a gyönyörű kertben tartották”. Ekkor Blaas úgy döntött, hogy visszautazik, s intézkedni próbál, hamis papírokat is szerzett és levágatta vöröses szakállát, de nem tudott eredményt elérni, kárpótlást sem kapott. Nettunóba visszatérve gyermekei (miután szakáll nélkül nem ismerték fel azonnal) ijedtükben az ágy alá bújtak előle.
A közeli Velletriből áthallatszott az ágyúk egész napos dörgése. A hadi helyzet változása folytán vissza tudtak költözni Nettunóból Albano Lazialébe, s itt Blaas a három oltárkép festésébe merült bele Károlyi gróf számára. A legmagasabb, főoltárra szánt festményen a Szeplőtelenül fogantatott Szűz Mária látható angyalokkal körülvéve. Az egyik mellékoltár képén a sárkánnyal viaskodó Szent György látható lóháton, a másik pedig Szent Franciskát ábrázolja, amint egy angyal társaságában alamizsnát oszt.
Két évig éltek folyamatosan Albano Lazialében. Róma franciák általi ágyúzását távcsővel észlelték és hallották. Blaas nagyobbik fia, Eugen még beszélni is alig tudott, amikor már lófigurákat rajzolt, Julius fia később kezdett rajzolni, de incselkedő, jó és kedves természete miatt mindenki kedvence volt. – írta Blaas Önéletrajzában – Cornelia ekkor még alig egyéves volt, mindhárman szép és egészséges gyermekek voltak.
Lassan a csendesség helyreállt, Albano Lazialébe francia helyőrség került, s ekkor, 1848 októberében visszaköltöztek Rómába. Karl vadászfegyverével gyalogosan többször járt Róma és Albano Laziale között, s mivel a közbiztonság nagyon leromlott, számos veszélyes helyzetet kellett túlélnie.
1849-re készült el a fóti oltárképekkel, amikorra a magyar forradalom véget ért, s hírt kapott róla, hogy megrendelőjét internálták a forradalomban való részvétele miatt, esetleg halálra ítélik és vagyonát elkobozzák. Azonnal Bécsbe utazott, de Károlyi Lajos gróf nem akart ezzel a kérdéssel foglalkozni, s aggasztó bizonytalanságban hagyta. Ugyanakkor engedélyt kapott, hogy a kis Redoute-ban a képeket kiállíthassa, és osztatlan elismerést aratott a császári udvar részéről. A fiatal Ferenc József fogadta audiencián, s ez alkalommal köszönetet mondott neki az ötéves római ösztöndíjért is.
Végigtanulmányozta a nagy gyűjteményeket, Bécset és környékét nagyon szépnek találta. Kiállításának sikere után felkéréseket kapott portréfestésre, így Michel Stohl műtermében készítette el a gyönyörű Clam-Martinic grófnőről és az orosz nagykövetség tanácsosának, Feliksz Petrovics Fontonnak, „orosz szépségű” feleségéről a műveit.
1850-ben Naudersben meglátogatta apját, aki (von Blaas Önéletrajza szerint ekkor 88 éves volt) még jó egészségnek örvendett, s „még mindig kitűnő lövész” volt. Majd a Genovában elhunyt anyósa miatt az ekkor már Savonában tartózkodó apósához, dr. Millingenhez utazott, aki idős korában települt ide át, mert nem érezte magát biztonságban a pápai államban, miután az olasz egység híve volt.

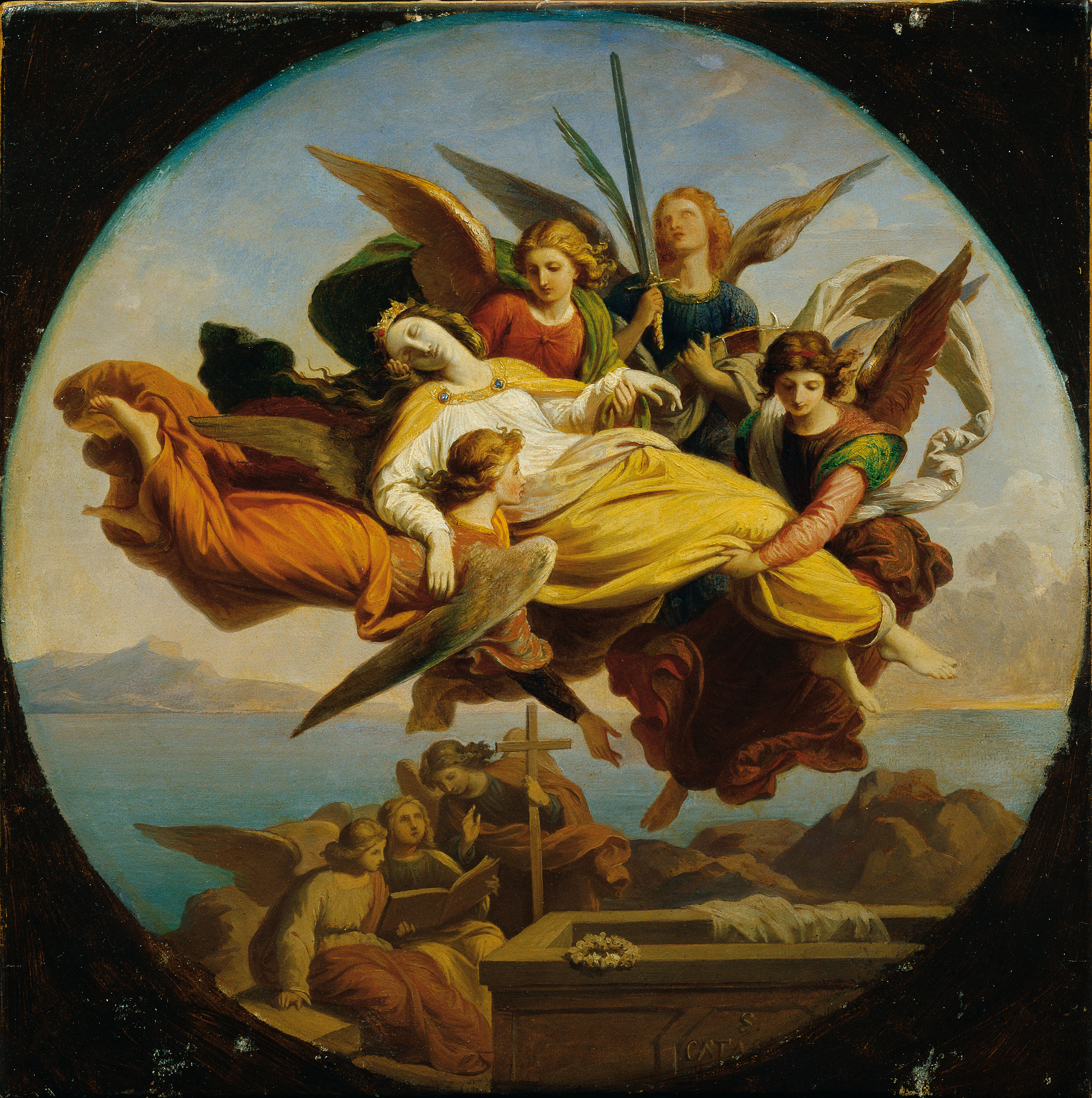
Szent Katalint angyalok hordozzák, (1842) egyik módosított változata, 1850 körül

Rómába visszaérkezése után néhány nappal levelet kapott Franz Thun gróftól, aki akkor művészeti tanácsadó volt az osztrák Oktatási Minisztériumban, s e minőségében közvetítette Leo Thun miniszter felkérését, hogy Blaas vállalja el a bécsi akadémia tanári állását. Örömmel fogadta el a kinevezést, csak az volt a kérése, hogy 1851 tavaszától tölthesse be a posztot. Addig ideiglenesen Karl Rahl helyettesítette.
Abban az időben festett egy zsánerképet, Szabadtéri nyári mise a campagnai aratók számára témában. Fél év múlva Beroldingen gróf megvette a bécsi művészeti kiállításon. Munka alatt volt stúdiójában lord Shrewsbury számára egy családi kép is, melyen az unokái szerepeltek, s miután a család Palermóba költözött, Blaasnak a Villa Belmonteban kellett töltenie a forró évszak négy hetét június első felétől július közepéig. Még más családtagokról is festett portrékat. Végigtanulmányozta a muzeális gyűjteményeket, s látta Szent Rozália ünnepének felvonulását is Palermóban, a zenészek által kísért, negyven ökörrel vontatott hatalmas feldíszített kocsikon aranyozott figurákkal, kolosszus nagyságú szoborral, s angyal jelmezbe öltözött kislányokkal, szüzekkel kialakított élőképet. A hőség itt nagyon kínozta és boldog volt, amikor befejezte a feladatot és távozhatott.
Rómában 35 éves korában megfestette a saját portréját. „Ez a kép az én utolsó munkám Rómában, és jelenleg a lányom, Cornelia tulajdonában van”. – írta Önéletrajzában.

### A tanítás és alkotás évei, Bécs (1851–1856)

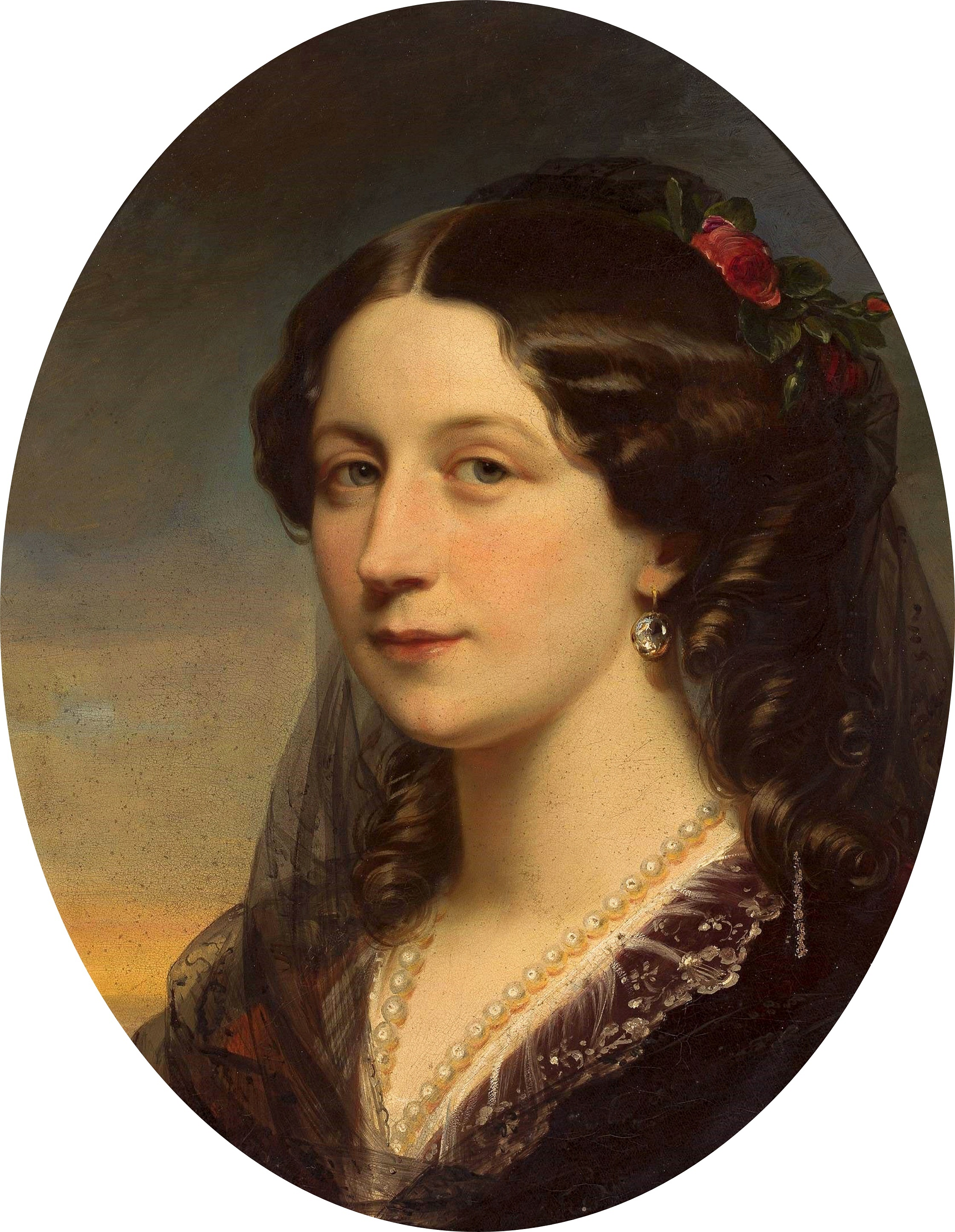
Aleksandra Potocka grófné, 1852. Varsói Nemzeti Múzeum

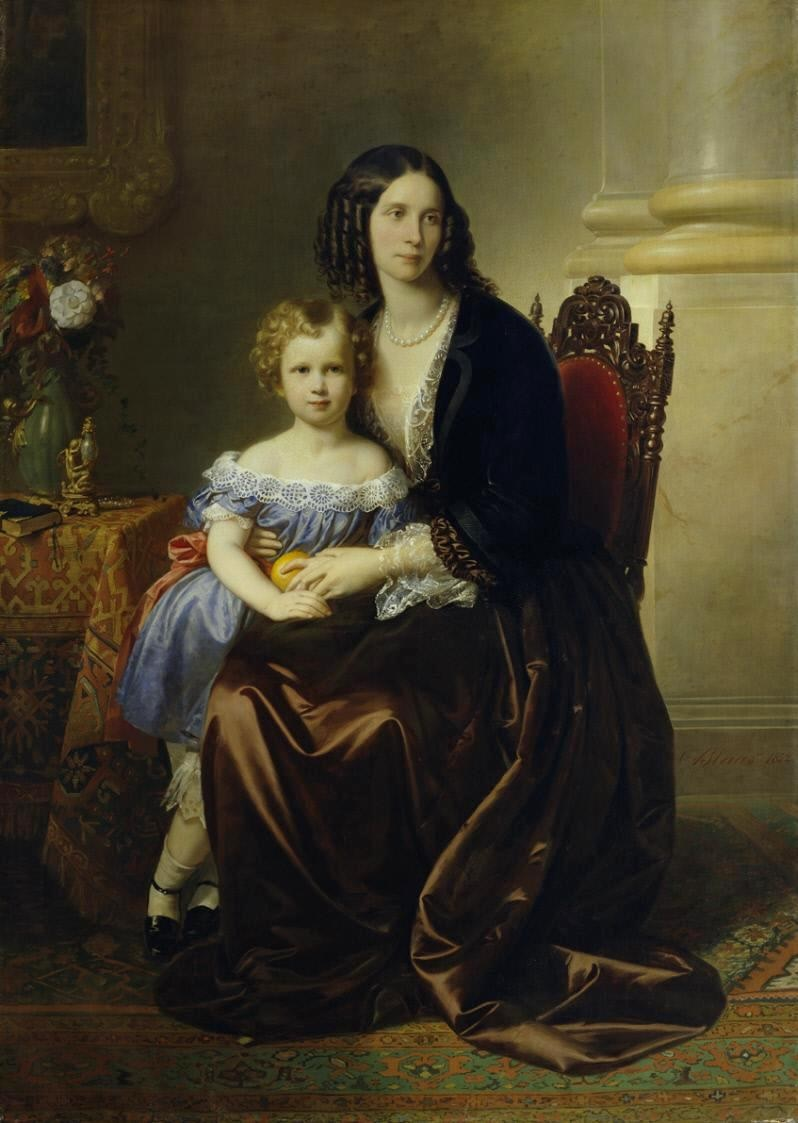
Leonia Lanckorońska, grófnő, kisfiával Karol Lanckorońskival, 1852 körül

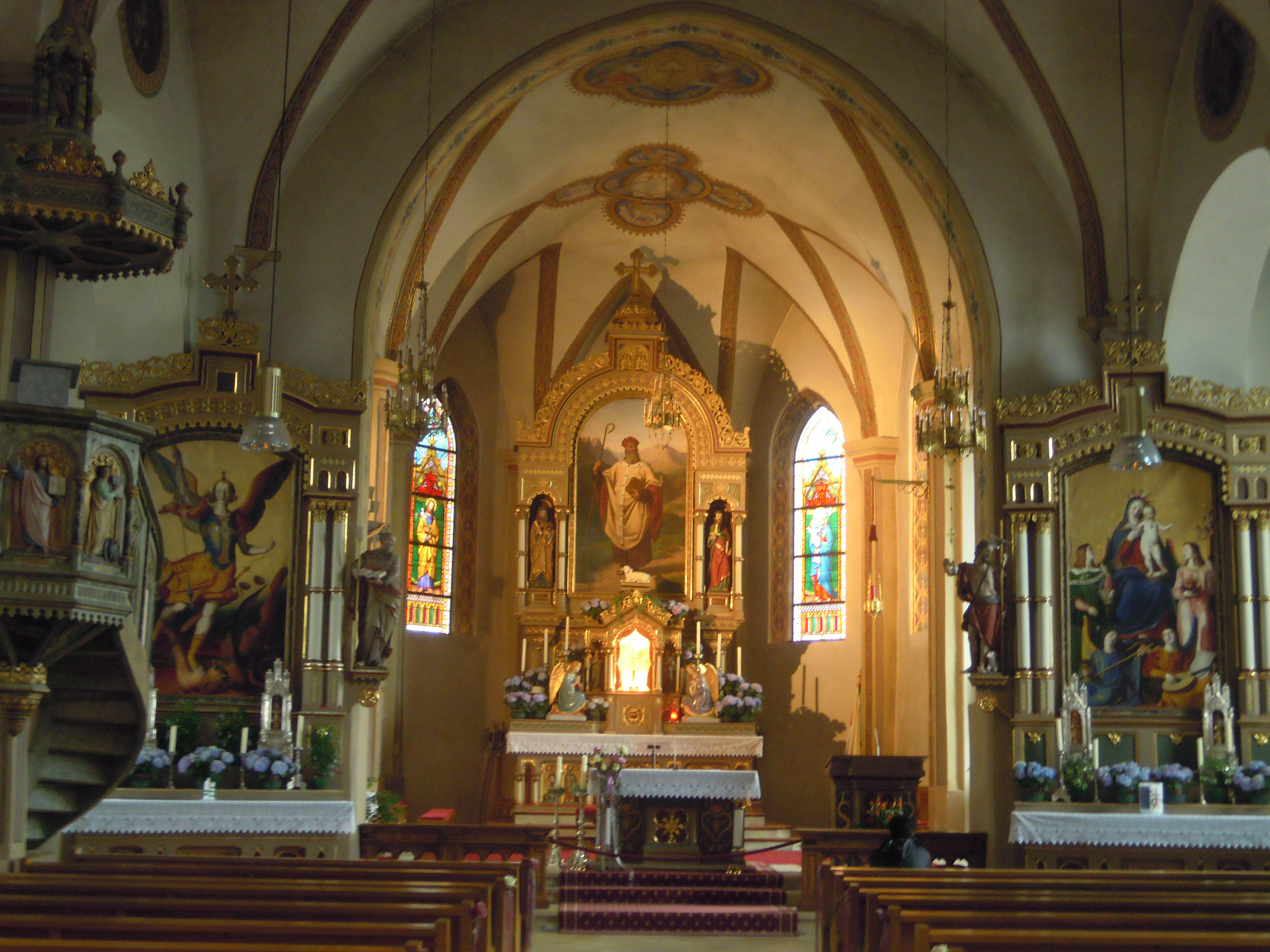
A naudersi Szent Bálint plébániatemplom főoltárán az 1863-ban festett ajándék Szent Valentín kép

1851 augusztusában hajón és kocsin tett körutazás után (apósát és volt professzorait is meglátogatva) családjával együtt Bécsbe érkezett.
A bécsi akadémiát Carl Roesner építész vezette 1848 júliusától 1850-ig, 1850–1852 között az intézmény elnöke volt, majd visszatért a tanításhoz. Az Akadémia igazgatójává 1850-től (1852-től) egészen 1872-ig Christian Rubent nevezték ki.
Joseph von Führich nazarénus festőnek és Leopold Kupelwieser történelmi festőnek mesteriskolája volt, Karl Mayer (akit szintén Rómából hívtak) és Blaas az általános festőiskolát vezették. 1852. január 10-én tettek esküt. Az akadémia vezetősége szigorúan a vallásos festészet követőiből állt, a zsánerképfestést elítélték. Blaas nem vett részt a bécsi művészvilágban ekkor zajló pártharcokban, meglepetésre, a Severinus Egyesületbe sem lépett be. Ruben igazgató meg volt Blaas munkájával elégedve, teljes szabadságot adott neki, az előkészítő iskolába gyakran 100 hallgató is járt, ugyanis Ruben Prágából is hozott tehetséges művészjelölteket.
„Leginkább kiemelkedő hallgatóim voltak: Leopold Müller, aki első tanulmányait az én műtermemben kezdte, Siegmund L’Allemand, Huber, Rieser, Horowitz, Grotger és mások” – írta Önéletrajzának utolsó fejezetében.
1851 őszén Zsófia főhercegnő megbízta Blaast két orosz nagyherceg érkezésének tiszteletére a Rittersaalban megrendezendő élőkép-előadás megtervezésével. A legmagasabb előkelőségeket „rendezte”, s utasításokat adott a jelmezek, a háttér, a megvilágítás kialakítására. Nagy sikert aratott. Az orosz cárné számára akvarell festmények formájában megrendelték a jelenetek albumát is, ezek elkészítésére Blaas más művészeket kért fel, s végül korlátozott példányszámban színes nyomat-sorozatként jelent meg az album. Császári legmagasabb köszönetet kapott érte.
Colloredo grófnő, akit még Rómából ismert, védangyala lett, ugyanis első látogatásakor felkérte, hogy portrét készítsen róla, s mint mondta Blaasnak: „»Ha ez sikerrel jár, akkor Bécs magas rangú, gyönyörű hölgyeit is festenie kell!« És így történt. Több évig én lettem a legnépszerűbb portréfestő Bécsben.” – olvasható a festő Önéletrajzában. Bécs legszebb hölgyét Hunyady Júlia grófnőt és Lichtenstein fiatal feleségét (született Ewa Józefina Julia Potocka grófnőt), valamint Aleksandra Potocka grófnét lefestette, s a képek szenzációt keltettek: „Az Annagassei stúdióm csütörtökön 1–4 óráig tele volt férfiakkal és nőkkel … és minden alkalommal új megbízásokat kaptam.” Több vallásos témát is festett főrangú megrendelőknek: Madonna a gyermekkel, A szent család, és Krisztus az Olajfák hegyén. Külön megemlékezik még a Scitovszky bíborosról és a 80 éves Zichy grófról készített portréjáról.
A „portrégyártás” fárasztotta és nagy örömmel fogadta 1852-ben Károlyi István grófot, aki Fótra hívta, s az Ybl Miklós által újonnan épített temploma freskókkal való díszítésével bízta meg. „Összességében hat olajfestmény és 28 freskó található ebben a templomban a kezemmel és saját kompozícióim alapján” – írta. Nyáron két hallgatót, akit a freskófestésre tanított, segítségül ide hozatott, de nyolc nap után elküldte őket, tehát mindent maga csinált. Károlyi gróf egy közeli lakást jelölt ki számukra, s így felesége és gyermekei is vele lehettek. (Nyomot hagyott életükön ez a munka, Eugen fiát az utolsó pillanatban kapta el az állványról estében, felesége pedig második évi gőzhajóutazásakor a viharban halálfélelmet élt át gyermekeivel, s elvesztette korábbi „virágzó arcát, és többé nem gyógyult fel.”) Szeptember végére fejezte be a freskókat, s visszautaztak Bécsbe. Károlyi gróf még három festményt rendelt tőle a Tabernákulumra, s egyet a galériája számára. A grófnak festett képek egyike (a korábban már háromszor reprodukált) Szent Katalint az angyalok hordozzák témájú alkotás, de más beállításban, azt a pillanatot ragadja meg, amikor a Sínai-hegyre megérkezve készülnek sírba helyezni a szentet.
1854-ben Colloredo gróf, az osztrák londoni nagykövet megrendelte nála Ferenc József portréját. Zsófia főhercegnő útján ígéretet kapott az uralkodótól két „ülésre”, de amikor reggel indulni készült, kapta a hírt, hogy a császár merényletben megsebesült. Így Anton Einsle és Francesco Hayez festőknek a fiatal királyról készült korábbi festményeit tudta csak felhasználni, mint írta: „akkor még nem volt fénykép”. Cserébe készíthetett egy képet a Stephansdómba a fogadalmi oltárhoz, melyet a császár megmenekülése alkalmából állítottak. Ekkor festette a I. Károly frank császár látogatása egy fiúiskolában című képét is, melyet a Belvedere Galériába szántak, valamint Leonia Lanckorońska grófnő életnagyságú képét szőke, Karol kisfiával az ölében.
Apja 1854. március 18-án halt meg, egyetlen vigasza volt, hogy végig támogatta őt anyagilag, és gondtalan öregséget biztosított számára. Ekkor kapott megbízást nyolc kiválasztott művész között arra, hogy az altlerchenfeldi (ma Bécs, 7. kerülete) plébániatemplomban a központi hajó freskóit Karl Mayerrel együtt készítse el. Blaas a bal oldalt festette, összesen 24 freskót.
1854-ben Erzsébet császárné számára esküvői ajándékként készült díszimakönyvhöz (breviárium) egyes miniatúrákat és a Három királyok imádása képet festette meg. Kötése elefántcsont faragványokkal, arany és ezüstbe helyezett drágakövekkel volt díszítve, igazi remekmű volt. Személyesen adták át a királynénak, „akinek bájos szépsége és fiatalos frissessége mindenkit meglepett.”
E munka inspirációjára I. Ferenc József felkérte a bécsi akadémia leghíresebb festőit, hogy IX. Piusz pápa számára (a Szeplőtelen fogantatás dogmájának kihirdetése alkalmából) egy díszes misszálét alkossanak. Blaas három lapot készített el (végül már Velencében, 1857-ben  befejezve) a nagyon díszes, zománcokkal, türkizzel berakott, szőlőhajtásokból és szőlőfürtökből álló arany keretezéssel ellátott borítójú (a Vatikáni Könyvtár Archívumában őrzött) misekönyvbe: A Szűz születése, Mária bemutatása a templomban és Pünkösd címmel. E tény közlése után Blaas rövid félmondatban jelzi, hogy IX. Piusz pápa a Nagy Szent Gergely-rendet adományozta számukra.
Blaas feleségének állapota nem javult, így Millingen mostohaapjához utazott a kis Corneliával Genovába.
1855-ben festészeti zsűritagnak hívták meg a párizsi világkiállításra, s az itt kiállított egyik képe, a Karl der Große besucht die Schule der Knaben (Nagy Károly látogatása egy fiúiskolában) című, második aranyérmet kapott. Három hetet város- és galérianézéssel töltött, aztán Londonba is elutazott, de kilenc nap múlva vissza kellett térnie Párizsba, ahol még négy hétig tartózkodott. Svájcon keresztül Genovába érve tapasztalta az ottani kolerajárványt, s így Millingen doktor Blaas családját Liguria hegyvidéki részébe vitte. Télre Triesztbe telepítette feleségét Cornélia leányával.

### A tanítás és alkotás évei, Velence (1856–1866)

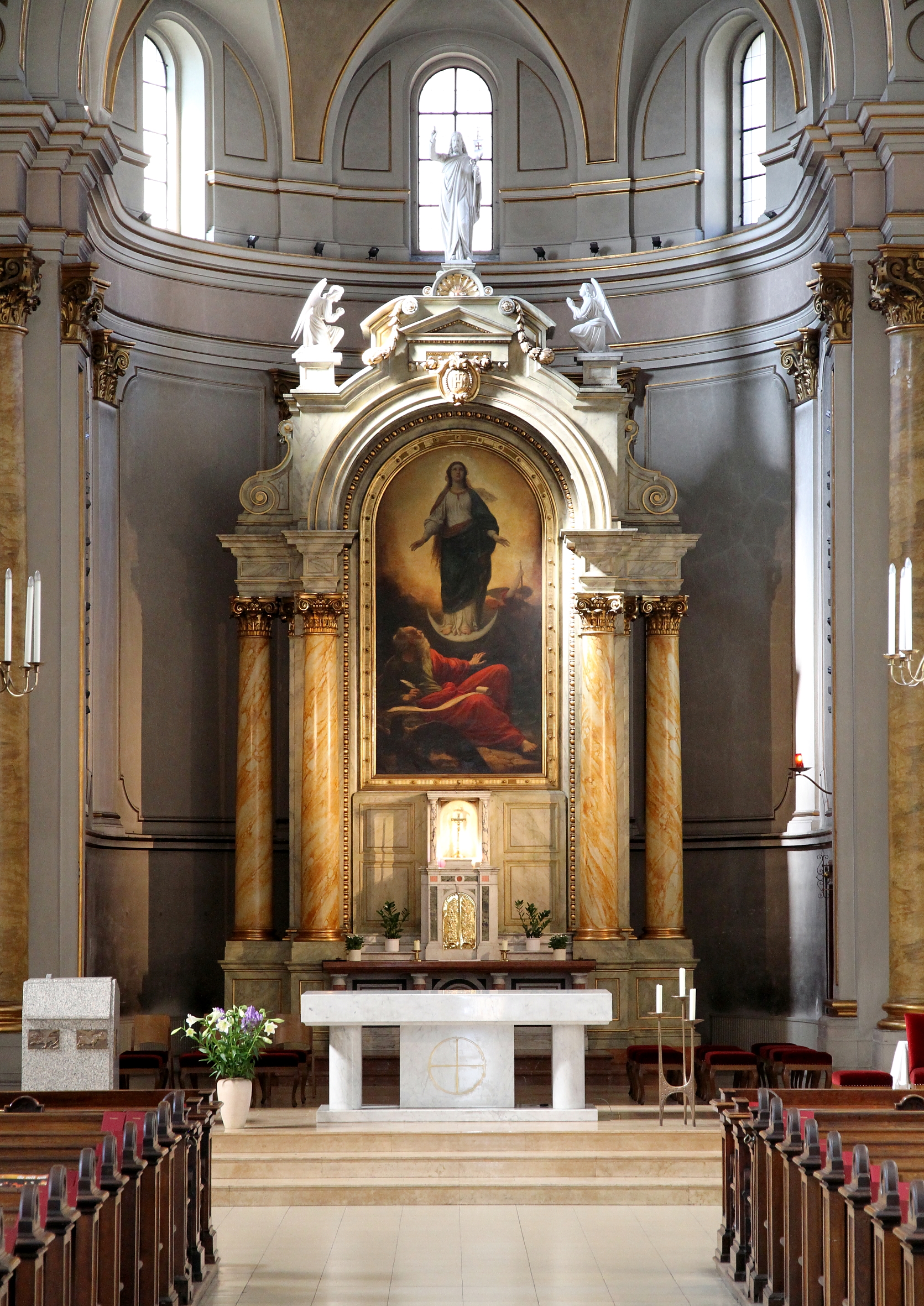
A Szent János evangélista plébánia-templom oltárképe, Bécs, 1876. (Keplergasse)

Ludovico Lipparini professzor elhunytával egyedüli pályázóként von Blaas kérelmezte ideiglenesen a Velencei Képzőművészeti Akadémiára helyezését, műveinek listáját és tantervet benyújtva, melyet jóváhagytak, s 1856 nyarán költözött családjával a lagúnák városába. „Kinevezése 1856. augusztus 30-án történt, közvetlenül a kormány részéről, amely az oktatási rendszerben és különösen az akadémián, az osztrákellenes lázadás potenciális állomásának tekintett velencei intézmény legreprezentatívabb elnöki székébe megbízható professzort akart helyezni. 1856. szeptember 27-én Blaas megkapta első, 1300 forintos fizetését”.
Az akadémián Pietro Selvatico márki művészeti író és építész, 1849-től a Velencei Képzőművészeti Akadémia titkára korábbi reformjaival szemben foglalt állást (ellentétük egészen 1859-ig tartott, s Selvatico lemondásával ért véget), számos újítást vezetett be, szabadabb körülményeket teremtett. Kiemelten emlékezik meg Michelangelo Grigolettiről, aki az akadémia alapozó iskolájában a formák és gipszöntvények vázolásával fejlesztette a festő- és rajztudást, itt tanult Blaas Eugen fia is már 13 évesen, s a harmadik, alapozó év vizsgáinak letétele előtt olyan nagy haladást mutatott fel, hogy – az akadémia belső szabályzatát figyelmen kívül hagyva – Karl von Blaas közvetlenül a felsőfokú festőiskolába, a saját osztályába vette fel, ahol anatómiai és modell utáni rajzot tanulhatott. Egyéb tárgyakból otthon ő tanította. Julius fiát, miután a velencei gimnáziumban nem tanult eredményesen, nem volt jó tanuló, szintén beíratta Grigolettihez, s más tárgyak vonatkozásában maga kezdte el tanítani.
Az 1850-es évek végétől még sok vitát kiváltó kérdés volt Velence különböző hatóságai, az akadémia irányzatai, bizottságai, valamint műkritikusok, építészek körében a Szent Márk-bazilika Apokalipszis boltíve mozaikjának felújítása. A nagyon leromlott mozaikok restaurálásának tervére, vagy újjáalkotásukra 1858-ban Karl von Blaas kapott végül megbízást, akinek a benyújtott rajzait nem fogadták el, ennek ellenére 1860-ban felkérték az életnagyságú olajfestmények kidolgozásra is. Festményeit az ábrázolt alakok és a részletek bősége miatt a bizottság véleménye szerint nehéz lett volna mozaikként kivitelezni. Végül a templomépítő- és karbantartó szakbizottságba (Fabbriceria, Procuratori di San Marco) 1860-ban belépett Pietro Saccardo építészmérnök 1864 februárjában felfüggesztette a mozaikok felújításának ügyét, s ezután Blaas neve már nem került szóba. Elkészült mozaikterveinek festményei ma a Palazzo Patrialcare lépcsőházát díszítik.
Bécsben is sokat kellett tartózkodnia, itt két oltárképet készített a tiroli Puster-völgy valamelyik településének, egy magyar grófnőnek egy őrangyalt, s néhány portrét festett. Az altrechenfeldi plébániatemplom freskóit 1858-ban fejezte be. Megrendelése nem lévén, saját kedvtelésére egy, az 5. századi velencei történelemből (Léon Galibert történeti író művéből) vett jelenetet kezdett festeni, A velencei menyasszonyok elrablása isztriai kalózok által témában. A velencei műtermébe ekkor látogató Ferdinánd Maximilian főherceg tetszését fejezte ki a festményt megnézve, s kilátásba helyezte számára (a korábban már Karl Rahl festőnek ígért munkát) a bécsi arzenál freskókkal díszítésének megbízását, ugyanis testvérének, a császárnak nem tetszettek Rahl tervei. Még aznap este Blaas az újságban olvasta, hogy nem nyerte el a munkát Karl Rahl a legfelsőbb helytől.
A bécsi művészeti kiállításon a velencei történelmi festménye császári nagy aranyéremben részesült. A kiállításon a császár személyesen is megtekintette a művet, s dicsérte a környezetének. Bécsi felszólításra pályázati rajzterveket nyújtott be, a harci és diplomáciai jeleneteket Albert Jäger történész professzorral dolgozta ki. Kis módosítással elfogadták, s Franz Thun oktatásügyi miniszteri tanácsos szerződést kötött vele. Tizenegy évig tartott a nagy munka, és ez alatt – ahogy Önéletrajzában visszaemlékezik – sok ellenérzéssel és támadással is meg kellett küzdenie. A hatalmas méretek komoly fizikai megterhelést jelentettek, 45 freskó közül például a középső csarnokban lévő négy, 40 láb széles (kb.12,5 méter) és 20 láb magas (6,25 méter) volt, „mind saját tervezésűek voltak, és saját kezemmel készültek. Csak a kupolában segített fiam, Eugen egy nyáron.” A fényviszonyokkal is sokat küzdött, „Még fényes napokon is lámpatestekkel kellett dolgoznom.”
Júniustól októberig az Arzenál freskóin dolgozott Bécsben, a téli hónapokat töltötte Velencében. Ekkor kezdte meg előtanulmányát egy oltárképnek, a Szent István felajánlja a koronázási jelvényeket az Isten anyjának témában, s gróf Széchenyi Istvánné az új vépi (Önéletírása szerint Wettendorf, de helyesen Zinkendorf, azaz Nagycenk) templomba megrendelte tőle. Festett még néhány kisebb oltárképet, s Andrássy grófnő portréját.
Az ingázás fárasztotta Bécs és Velence között, sok könyvtári előtanulmányt is kellett végeznie főként az öltözetek vonatkozásában az Arzenál freskóihoz, sok segítséget kapott Quirin Leitner kapitány hadtörténésztől, aki később vezetője és pénztárosa lett az Arzenál-Múzeumnak. Ő át is vizsgálta a festményeket és hitelesnek értékelte a különböző korok ábrázolását.

### A tanítás és alkotás évei, ismét Bécsben (1866–1876)

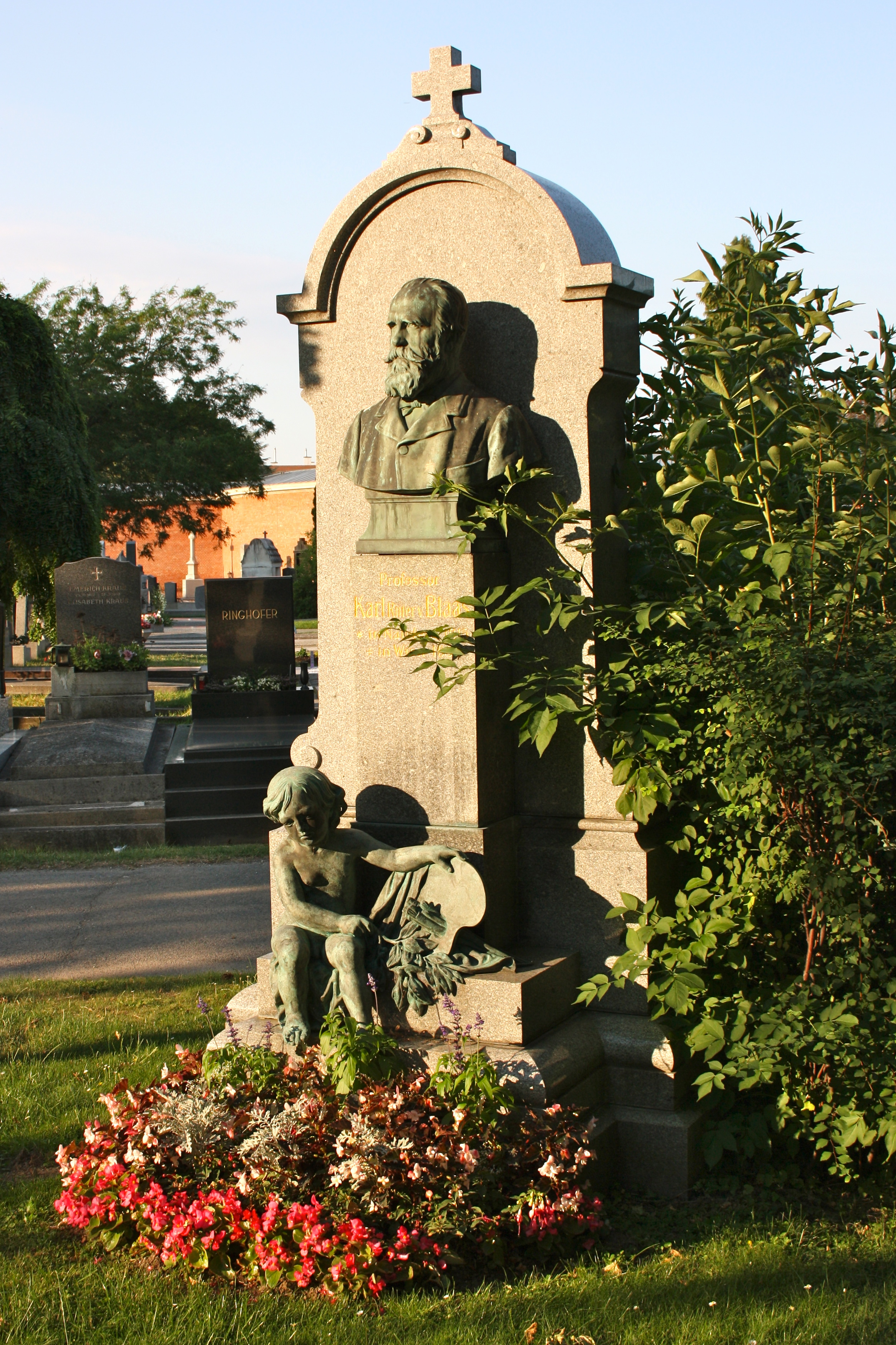
Karl von Blaas sírja a bécsi Zentralfriedhofban

Amikor Karl Rahl (akinek utolsó munkája az Orpheus legenda kompozíciója volt a bécsi új operaház függönyéhez) 1865-ben meghalt, ismét állást kért a Bécsi Képzőművészeti Akadémián. 1866. április 25-én kinevezték a Bécsi Akadémia Allgemeine Malerschule (történelemfestmény) professzorának.
1866 májusában családostul Bécsbe tették át lakhelyüket. Új helyre, a Johannesgasse 4. alá költöztek, az akadémia udvarán álló műterme pedig ugyanaz volt, ahol Franz Anton von Zauner bronzba öntötte II. József lovasszobrát. (Itt egy folytonos tüzelésű amerikai kályhát – „Cokes,” koksz – állított be Sicardsburg építész barátja 1866/67 telén, ami széngázmérgezést okozott, s majdnem Blaas életébe került).
Felesége, Agnesina Auda visszanyerte egészségét Itáliában. Recoaróban üdült, majd 1859 telén néhány hónapig Rómában és Albanó Lazialében volt a rokonainál, s ahogy Blaas írja: „egészségesen és virágzóként tért vissza Bécsbe”. 1867-ben azonban ismét, és már végzetesen megbetegedett. 1868 októberében halt meg sok szenvedés után,
Blaas 1872-ben fejezte be az Arzenál freskóit, s ez alkalommal Ferenc József személyesen közölte vele, hogy rendjének „Középkereszt” fokozatával tünteti ki.
Ettől kezdve csendes életet élt, mint írja, fokozatosan a gyermekei is elköltöztek mellőle. Eugen fia Olaszországban élt, feleségül vett egy velencei hölgyet és ekkor már művészként tisztelték. A második fia, Julius Rómában élt, és szintén festővé vált, különösen az állatfestés (lovak) műfajában. Leánya, Cornelia megházasodott és Magyarországon él. Unokáival többször látogatják őt – említi Önéletrajzában.
1876-ban készítette a Szent János látomása a Patmoszon főoltárfestményt az újonnan épült Szent János evangélista plébániatemplom (Bécs, 10. kerület, Keplerplatz 6.) számára.
„…kis képeket, vázlatokat festek a népi életből vagy mitikus jelenetekről, utóbbiakat előnyben részesítem” – írta önéletírása végére 61 évesen.
A Blaas életére fő forrásként szolgáló, fordulatos, jó stílusú Önéletrajzot, melyet nem tudni, mikor kezdett papírra vetni, 1876-ig vezette, s még ez évben publikálták is.
Bécsben, 1894. március 19-én, 78 éves korában halt meg, a Zentralfriedhofban temették el. (Díszsírhely csoport 14A, Sírhely: 53). Edmund Hofmann von Aspernburg szobrai díszítik végső nyughelyét.

## Emlékezete
Alkotásait Európában és Amerikában számos köz- és magángyűjteményben őrzik, templomok, középületek termeiben láthatók. Teljes œuvre-katalógusa még nem készült el.
1895-ben Bécs-Döblingben (19. kerület) egy Blaas utcát nyitottak meg.
Egyik bécsi hallgatója volt a drezdai születésű Leopold Carl Müller, aki a keleti témájú festményei miatt az „egyiptomi Müller” ragadványnevet kapta kortársaitól. Ugyancsak Bécsben voltak tanítványai Francesco Beda itáliai festő, Friedrich König osztrák festő és illusztrátor és még sokan mások. Velencei és bécsi tanársága idején erős hatást gyakorolt az említett festészeti akadémiákon tanuló magyar historizáló festőkre is, így Rákosi Nándorra (1832–1884), aki Velencében volt öt évig a tanítványa, Liezen-Mayer Sándorra és másokra. Fiai is híres festőkké váltak, Eugene von Blaas (1843–1931) és Julius von Blaas (1845–1922) szintén foglalkoztak történelmi témájú festészettel is.
Karl von Blaas freskóinak egy része a második világháborúban megsérült. A háború után Max von Poosch kapott megbízást a Heeresgeschichtliches Múzeum Dícsőségcsarnoka freskóinak helyreállítására, amelyeket 1944-ben egy légitámadás részlegesen megsemmisített és eredetileg Karl von Blaas kezéből származtak. Mivel Blaas eredeti terveit megőrizték, pontosan vissza tudta állítani a freskókat eredeti állapotukban. A munka az 1950-es évek elején fejeződött be.
A bécsi Dorotheum aukciós ház 2011-ben a Blaas család alkotóinak műveiből gyűjteményes kiállítást rendezett „150 év az osztrák festészetben: Carl, Julius, Eugen, Carl Theodor and Helene von Blaas” címmel.

## Művei (válogatás)
Sok portrét, zsánerképet, történelmi és vallási festményt, freskót, sőt mozaiktervet is készített.
- La famiglia di un pescatore prima del temporale (Egy halász családja vihar előtt), akvarell, karton, 1835[53]
- Szókratész szemrehányást tesz a gynaeceumban[54] felfedezett Alkibiadésznek, olaj, vászon, Velence, 1836[53]
- Ritratto di Carolina Ungher (Unger Karolina(wd) arcképe), litográfia, Velence, 1836[53]
- Káin és családja, litográfia, Velence, 1836[53]
- Messe in der Campagna von Rom (Mise a római Campagnában), Önéletrajzában: „tulajdonos von Beroldingen gróf.”
- Moses auf dem Berge Sinai (Mózes a Sinai hegyen), 1837. (A Római ösztöndíj elnyerését biztosító festménye).[55]
- Heilige Familie (Szent Család), 1837
- Die heilige Elisabeth (A Rózsacsoda), 1839 (Két változatban.)[56]
- Jakobs Reise durch die Wüste (Jákob útja a sivatagban), 1839
- Laura Bernabo arcképe, 1839
- Madonna con bambino e San Giovannino (Madonna a Gyermekkel és Keresztelő Szent Jánossal), 1841. (Simor János esztergomi hercegprímás gyűjteményébe került 1852 és 1855 között.)[56][57]
- Mariae Heimsuchung (A Vizitáció, Mária és Erzsébet találkozása), Róma, 1842[56]
- Die heilige Katharina von Engeln getragen (Szent Katalint angyalok hordozzák), 1842
- Portraits der Fürstin Doria (Doria hercegnő arcképe), 1842
- Rebekka am Brunnen (Rebeka a kútnál), 1845 (A velencei Palazzo Treves őrizetében).
- La cacciata di Elisabetta dal castello (Erzsébet kiűzetése a kastélyból.) Róma, 1843. (Salviati herceg számára a Rózsacsoda egyik variációjaként).[56]
- Maria mit zwei Engeln (Mária két angyallal), 1844
- Mariae Heimsuchung (A Vizitáció, Mária és Erzsébet találkozása), 1844
- Festdekorationen im Dom von Albano anlässlich des Besuchs Pius IX. (Ünnepi dekorációk az albanói székesegyházban IX. Pius látogatásának alkalmából), 1847
- Papst Clemens die ihm erschienene Madonna verehrend (Clemens pápa hódolata a neki megjelenő Madonna előtt). Oltárkép a Metternich hercegi házikápolnában, Bécs, Rennweg 27. Metternich-palota, 1847 körül
- Die Flucht nach Ägypten (Menekülés Egyiptomba), 1850 körül
- Christus im Emmaus (Krisztus Emmausban), 1850 körül
- Selbstportrait im Alter von 35 Jahren (Önarckép 35 éves korban), 1850
- Joseph Carl Achaz von Doblhoff báró arcképe, 1850 körül
- Die Messe, welche Schnittern auf freiem Felde gelesen wird (Szabadtéri nyári mise a campagnai aratók számára), 1851
- Portrait der Familie Lord Shrewsbury (Lord Shrewsbury családi portréja), 1851
- Portrait der Gräfin Colloredo (Colloredo grófnő arcképe), 1851
- Helena Lubomirska Mniszkowa (1784–1876), 1852[58]
- A fóti Szeplőtelen fogantatás rk. templom oltárképei és freskói (1848, 1852–1853)
- Fresken der Altlerchenfelder Kirche (Az altlerchenfeldi plébániatemplom freskói), 1854–1858
- Miniaturen für das Prunkmissale, überreicht als Hochzeitsgeschenk für Kaiserin Elisabeth (Miniatúrák az Erzsébet császárné számára esküvői ajándékként készült díszmisekönyvhöz), 1854
- Karl der Große in der Knabenschule; Karl der Große tadelt die nachlässigen Schüler (I. Károly frank császár látogatása egy fiúiskolában; Nagy Károly megfeddi a hanyag tanulót), 1855
- Velencei Szent Márk templom mozaiktervei, 1858–1860.[53] Az apokalipszis boltívhez: Den thronenden Gott, umgeben mit den Zeichen der vier Evangelisten (A trónuson ülő Isten, a négy evangélista jelképeivel); – Die sieben apokalyptischen Lampen als Repräsentanten der sieben dienenden Geister Gottes (A hét apokaliptikus lámpa mint Isten hét szolgáló szellemének képviselői, másik elnevezése: Arkangyalok az égő kandeláber előtt); – Die Schaar der Seeligen (Az üdvözültek serege, másik elnevezése: Isten Báránya).[59] A Paradicsom boltívhez: – Die Krönung Christi mit Maria und Johannes (A megkoronázott Krisztus Máriával és Jánossal; másik elnevezése: Alfa és ómega).
- Donne di Albano (Albanói nők, eredeti címe: Albanói asszonyok elhagyják a templomot). Olaj, vászon. Velence, 1857. (Ferdinánd Maximilian koronaherceg rendelte tőle.)[53]
- Isztriai kalózok elrabolják a velencei menyasszonyokat. Olaj, vászon. Velence, 1858. (Ferdinánd Maximilian koronaherceget ez a festmény győzte meg arról, hogy Blaas stílusa alkalmas a bécsi Arzenál freskóinak elkészítéséhez. Aranyérmet nyert a Bécsi Képzőművészeti Akadémia művészeti kiállításán.)[53]
- Monumentalfresken im k.k. Waffenmuseum. A Bécsi arzenál – ma Hadtörténeti Múzeum – dícsőségcsarnokának monumentális freskói (1858–1872)
- Hunyady grófnő, később Obrenovics Milos[60] fejedelem nejének arcképe[61]
- Scitovszky János hercegprímás, 1853 körül (1854-ben Eminenz des Cardinals úr és a magyar prímás portréját kiállították az Osztrák Művészeti Egyesületnél)[61][62][63]
- Zichy gróf portréja, 1852 körül[61]
- Papst Pius VII übersetzt den Tanaro im Mai 1814 um nach Rom zurückzukehren (VII. Piusz pápa 1814 májusában átkel a Tanarón(wd), hogy Rómába visszatérjen), 1860.[64]
- Szent István felajánlja a koronát Szűz Máriának, 1863 (Nagycenk, Szent István plébániatemplom. Felszentelése: 1864)
- Der heilige Valentin. (Szent Bálint oltárkép ajándékként a naudersi plébániatemplom számára.), 1863.[64][65]
- Andrássy Györgyné grófné, szül. Königsegg-Aulendorf Francziska grófnő képmása.[61]
- Heinrich Clemens Freiherr Purtscher von Eschenburg, 1868.[66]
- Satyr und Nymphe. (Szatír és nimfa).[65]
- Sirenen mit Ulysses, 1872.[65] (Szirének Odüsszeusszal)[67]
- Ein Genrebildchen, mehr Thierstück: Die Lieblinge. (Zsánerkép, több állatról: A kedvencek)[65]
- Ein alter Schuster. (Egy régi cipész.)[65]
- Eine alte Bäuerin. (Egy idős gazdafeleség).[65]
- Das gefährdete Rendezvous. (A veszélyeztetett randevú).[65]
- Zwei Clericale. (Két klerikus).[65]
- Die verstoßene und von den Nereiden gerettete Danae.[65] (A száműzött Danaét megmentik a Néreidák).[68]
- Centaur raubt eine Nymphe (groß). (A kentaur elrabol egy nimfát).[65][69]
- Zwei Genrebilder: Hirtenkinder und Der kleine Fischer. (Két zsánerfestmény: Pásztorgyerekek és A kis horgász.)[65]
- Das Donauweibchen. (A Duna tündére) [65]
- Das verlassene Alter. (Az elhagyatott öreg).[65]
- Furcht vor dem Gewitter. (Félelem a vihartól).[65]
- Ein Sonntag in Albano bei Rom – schaukelnde Mädchen, 1876 körül (Vasárnap Albanóban, Róma közelében – hintázó lányok)[65][70]
- Több portré és tanulmányfej[65]
- Marie Freifrau von Ebner-Eschenbach geb. Gräfin Dubsksý von Třebomislyc gem. im Alter von 43 Jahren (Aláírás és dátum jobbra fent: C.Blaas. 1873.[71]
- Montecuccoli in the Battlefield of Saint Gotthard, August 8, 1664. Painting in the Schwarzenberg Palace, Prague (Montecuccoli a szentgotthárdi csatában. 1664. augusztus 8. Aprágai Schwarzenberg palotában), 1876 után
- Julius von Blaas, 1876[72]
- Dame mit Schirm und Zeichenmappe (Hölgy ernyővel és rajzmappával). Év n.[73]
- Andreas Hoffer's Gefangennahme (Andreas Hofer elfogása), 1890 (knyvillusztráció is).[74]

## Képgaléria

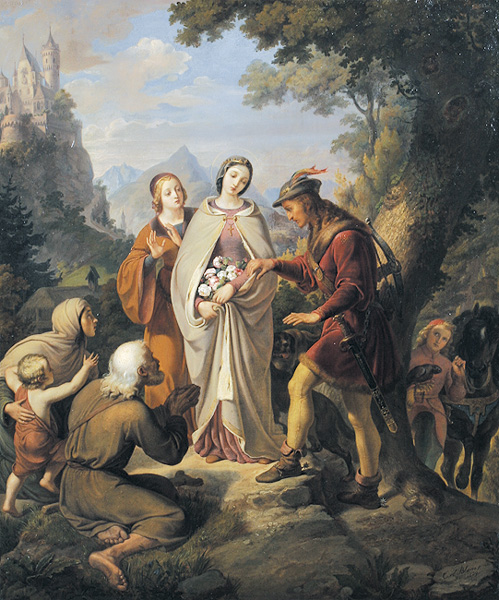
A rózsacsoda (első, Rómában festett képe), 1837, Róma
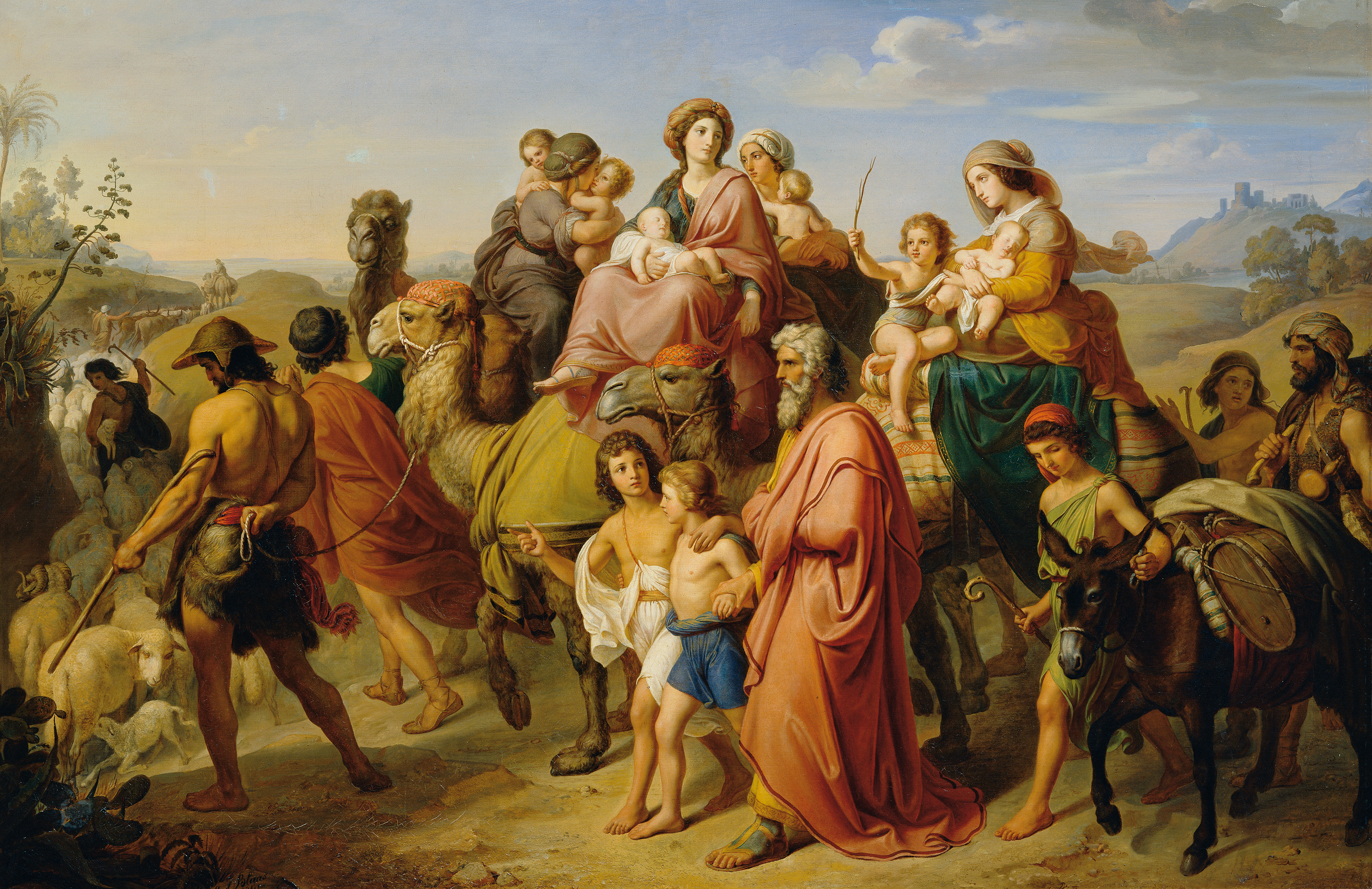
Jákob és családja a sivatagban, 1839, Róma
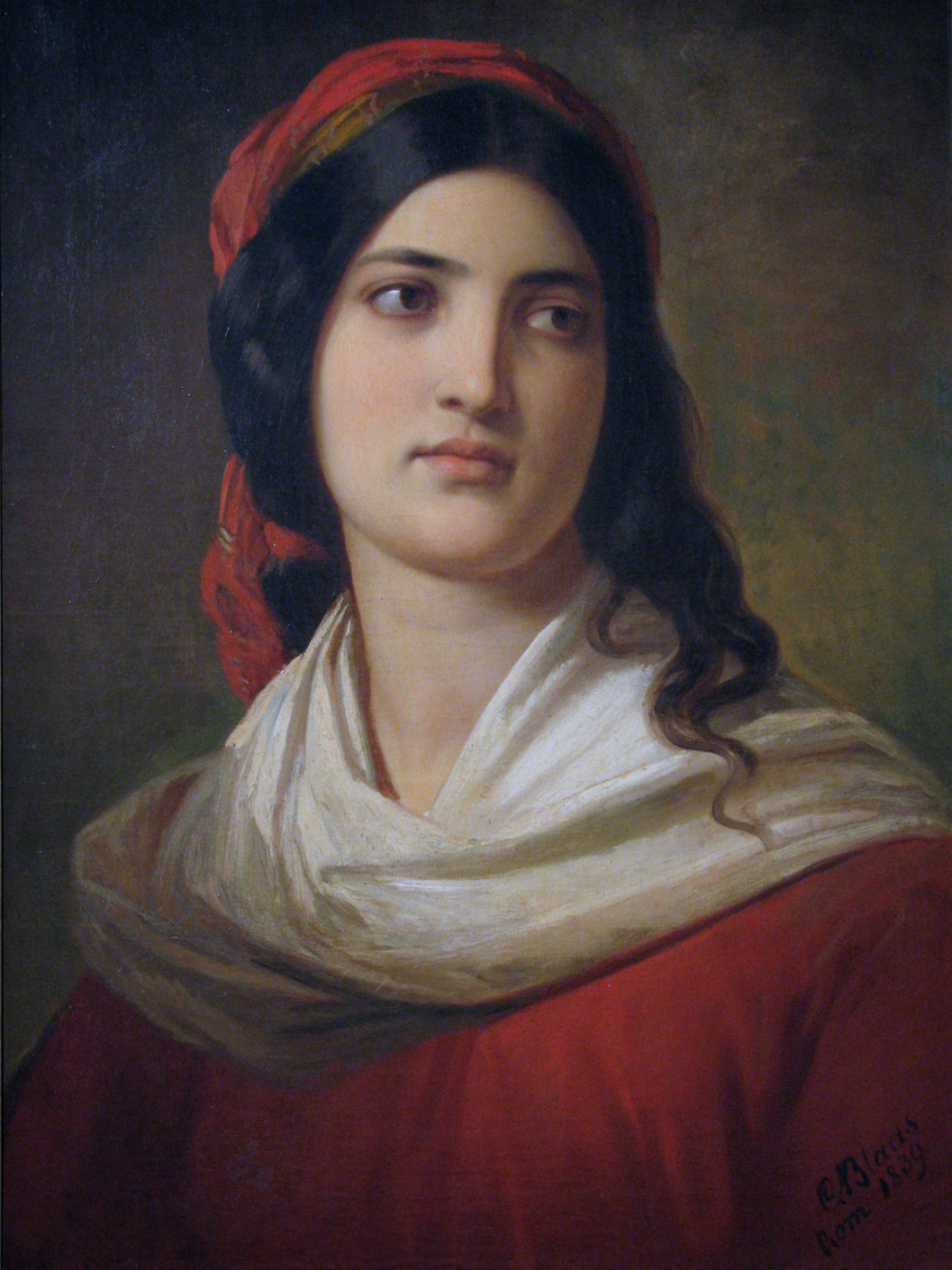
Laura Bernabo arcképe, 1839, (Peruggia), Róma
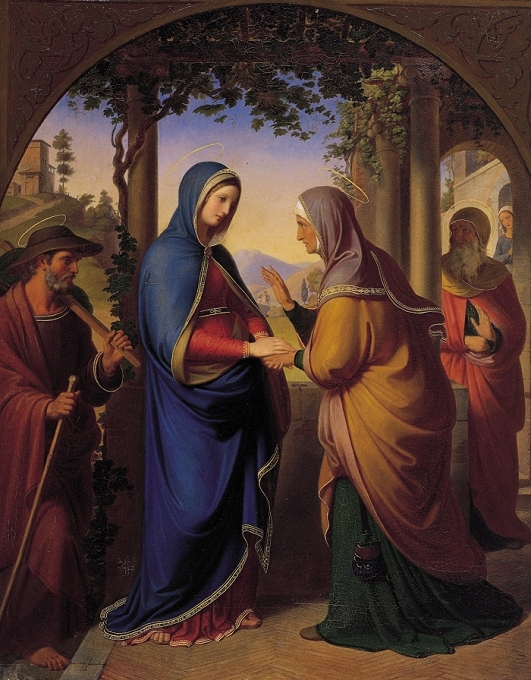
A Vizitáció (Mária és Erzsébet találkozása), 1842, Róma
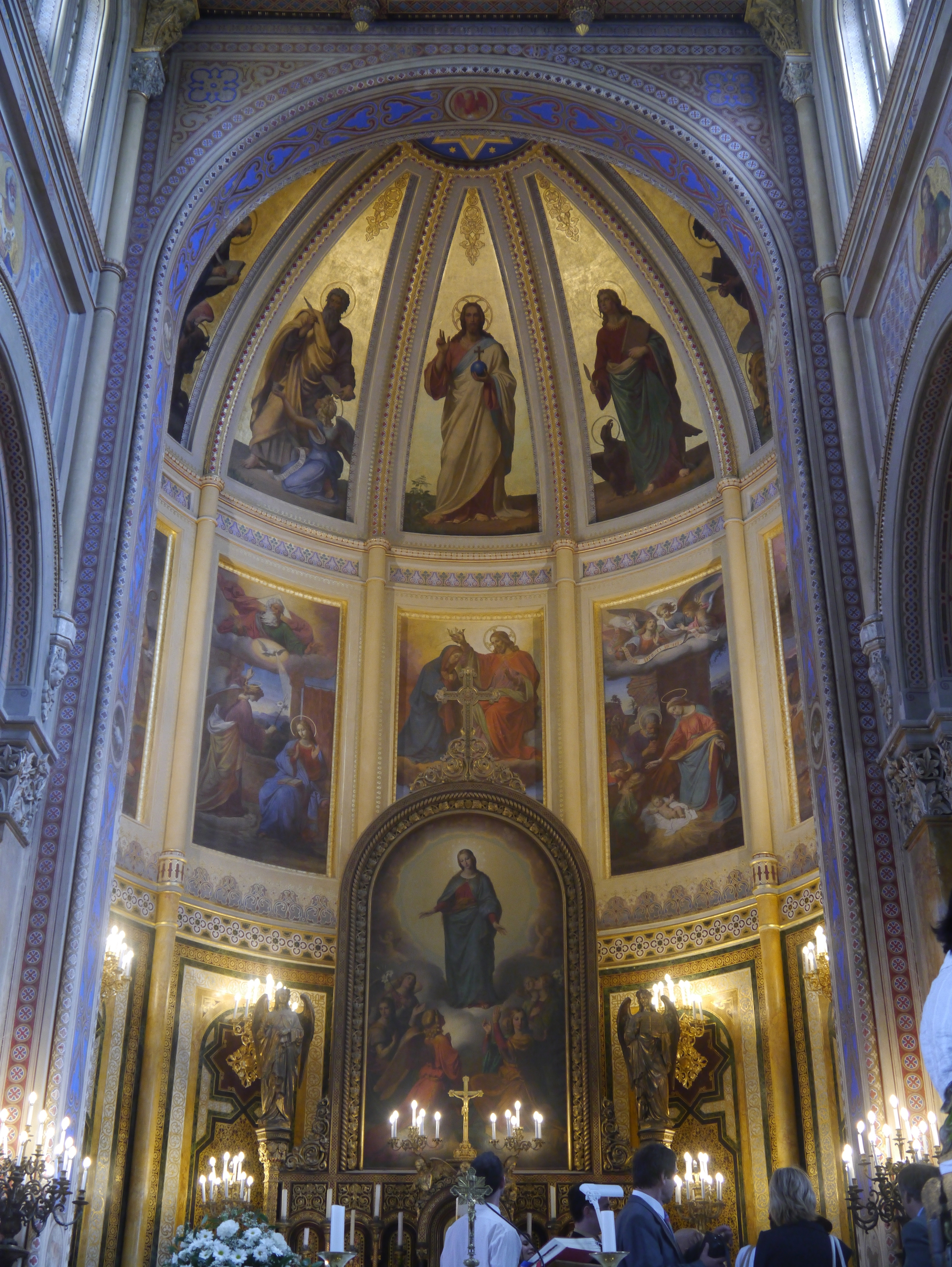
A fóti katolikus templom főoltára és apszisa, 1848, Fót
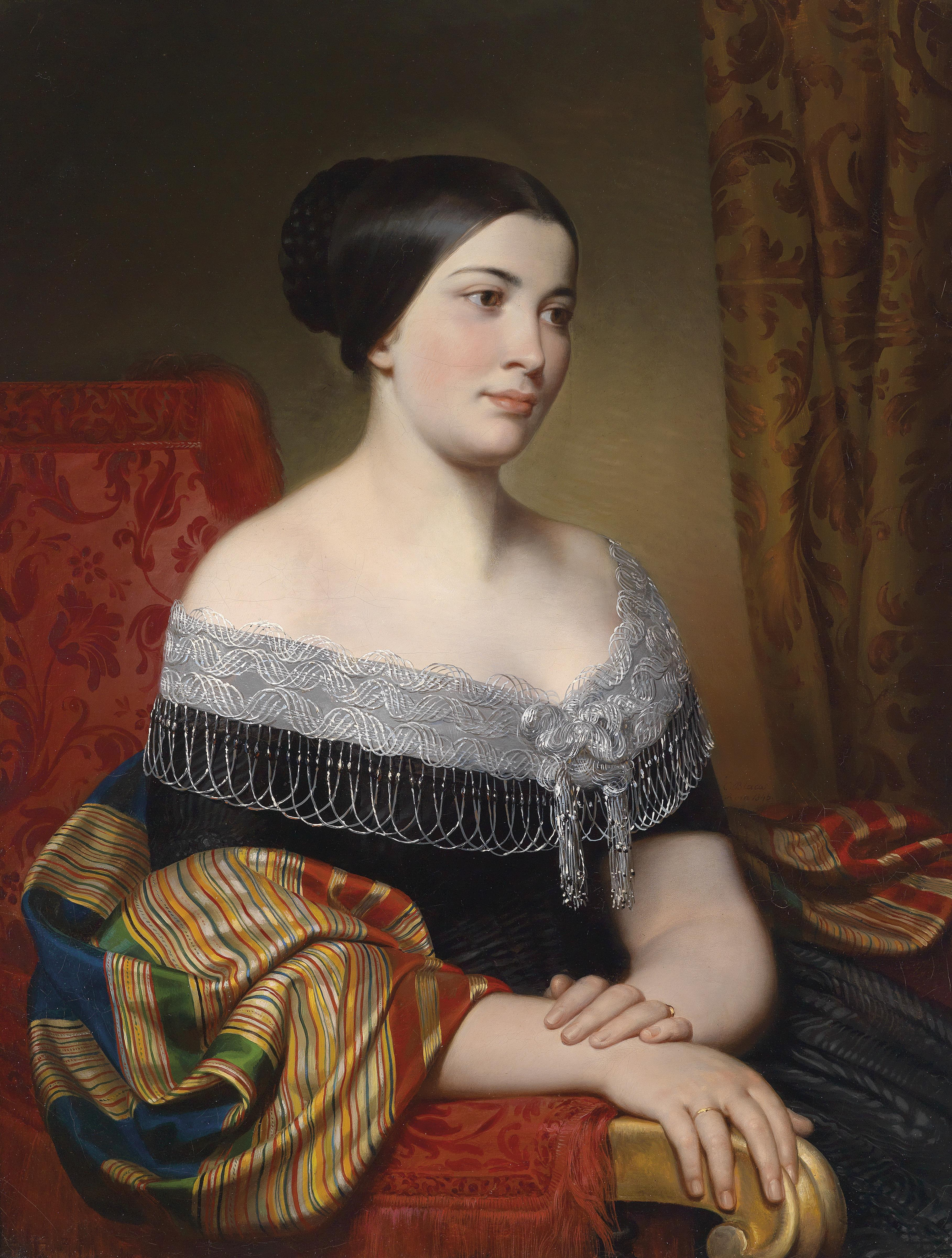
Női portré, 1846, Róma
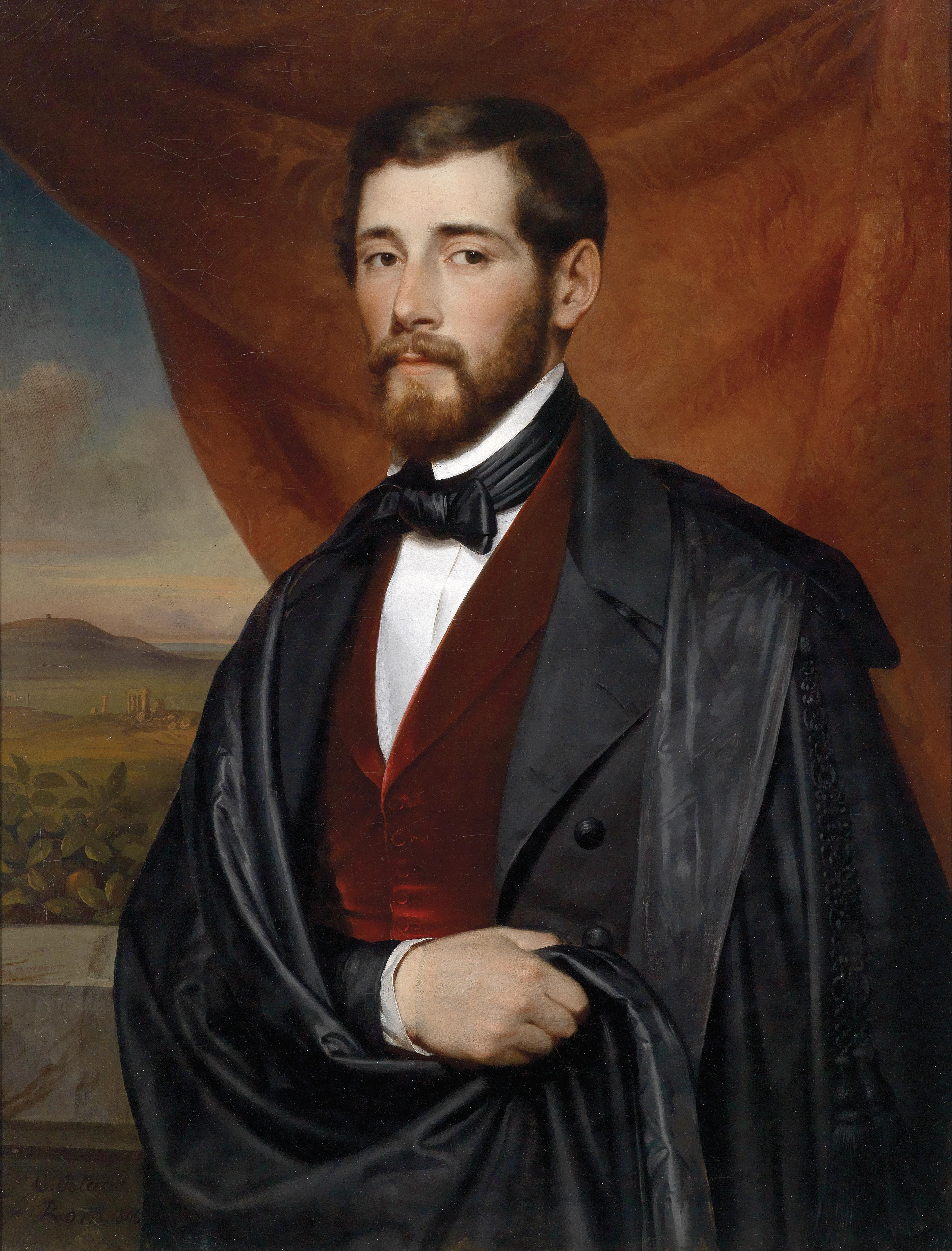
Férfiportré, 1846, Róma
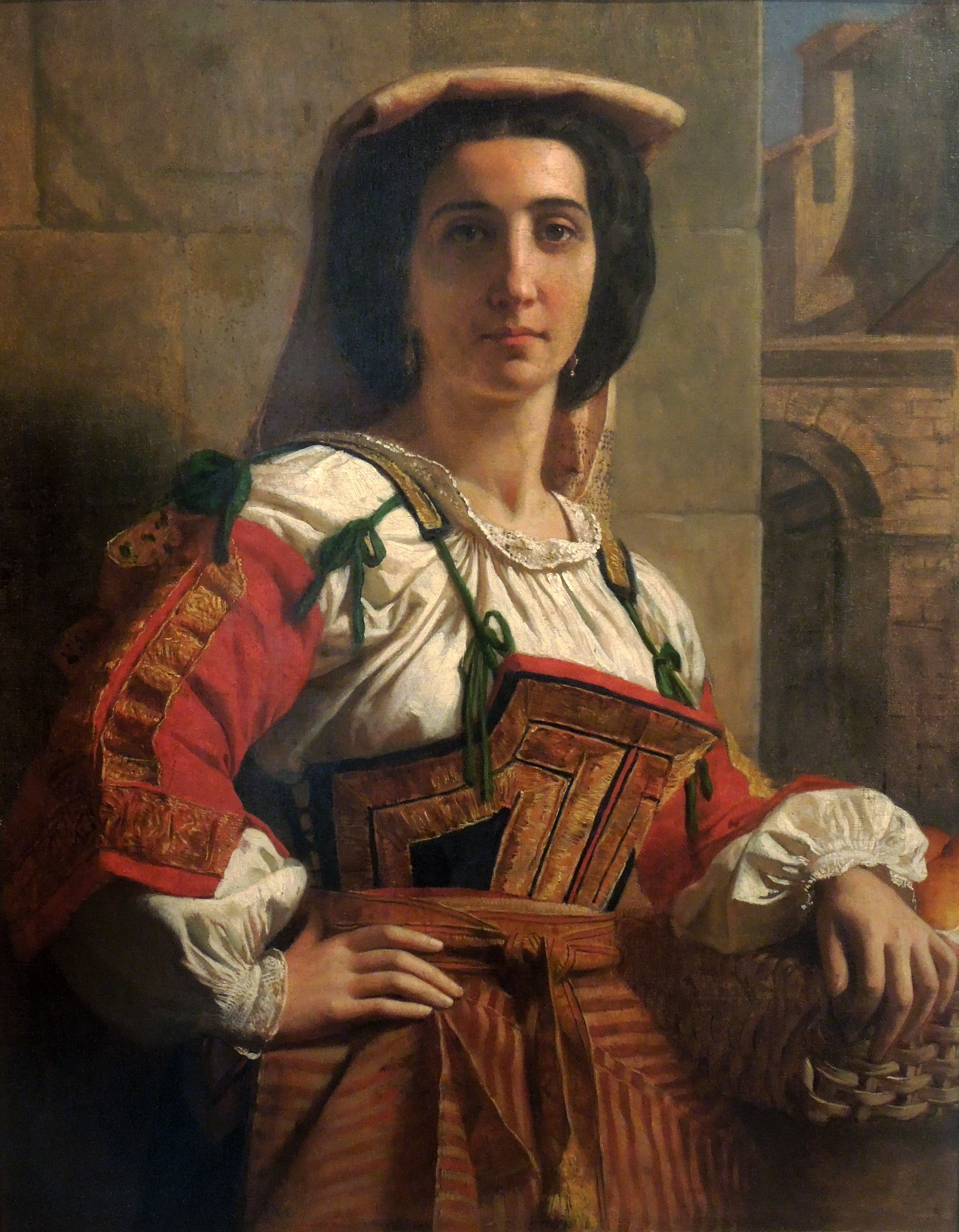
Itáliai nő nemzeti viseletben, dátum n. (1850 körül)
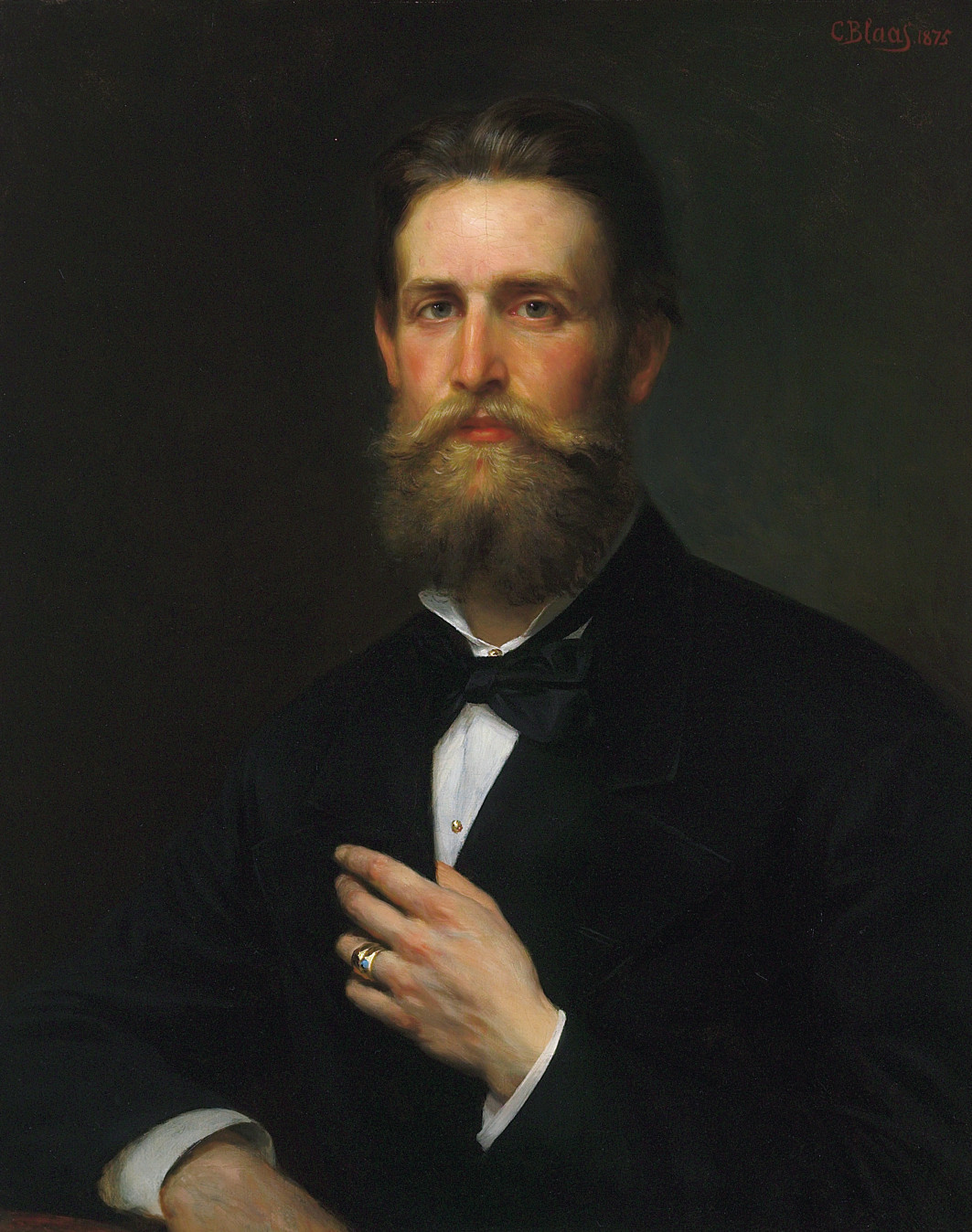
Joseph Carl Achaz von Doblhoff báró arcképe, 1850 körül
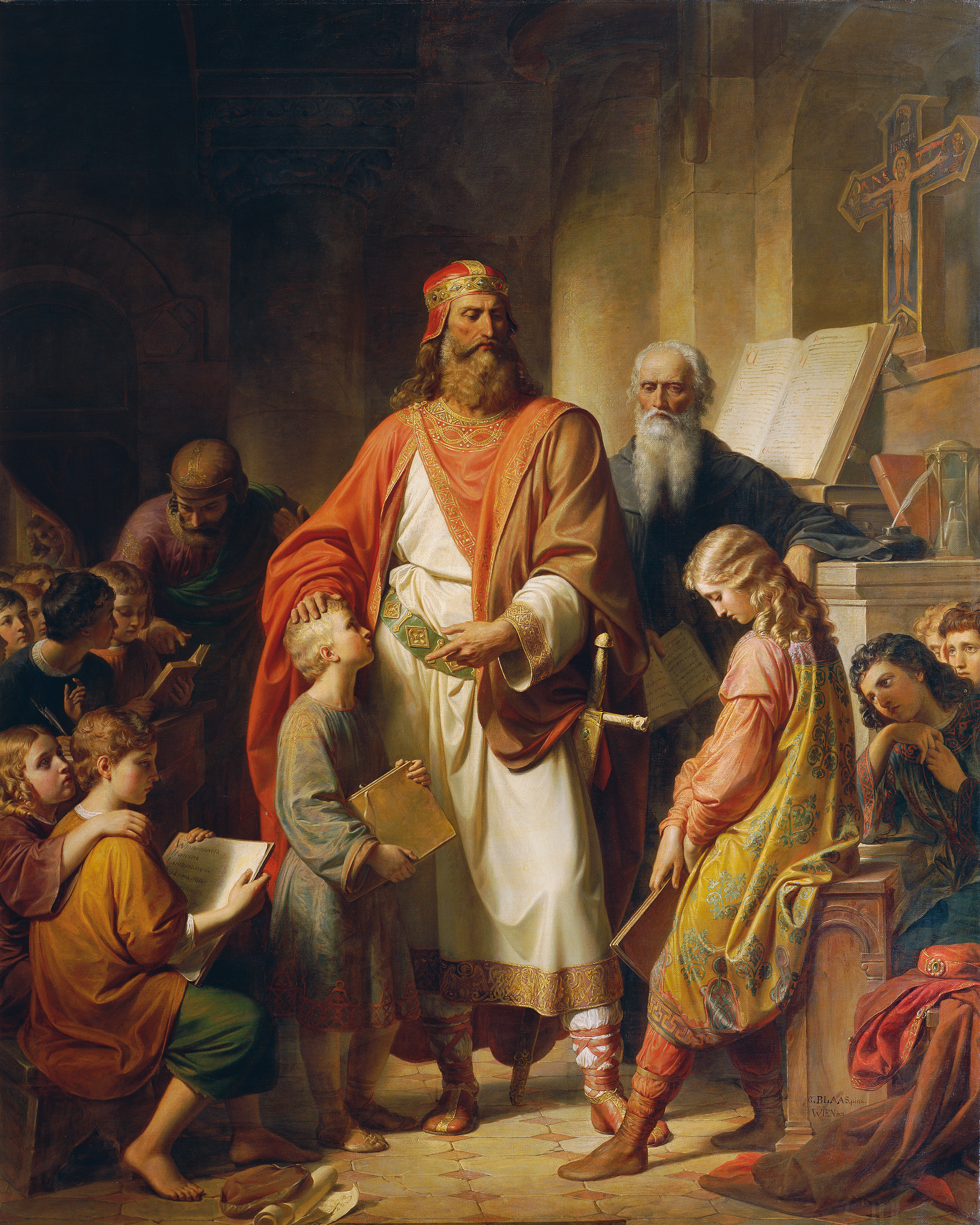
I. Károly frank császár látogatása egy fiúiskolában; Nagy Károly megfeddi a hanyag tanulót, 1855
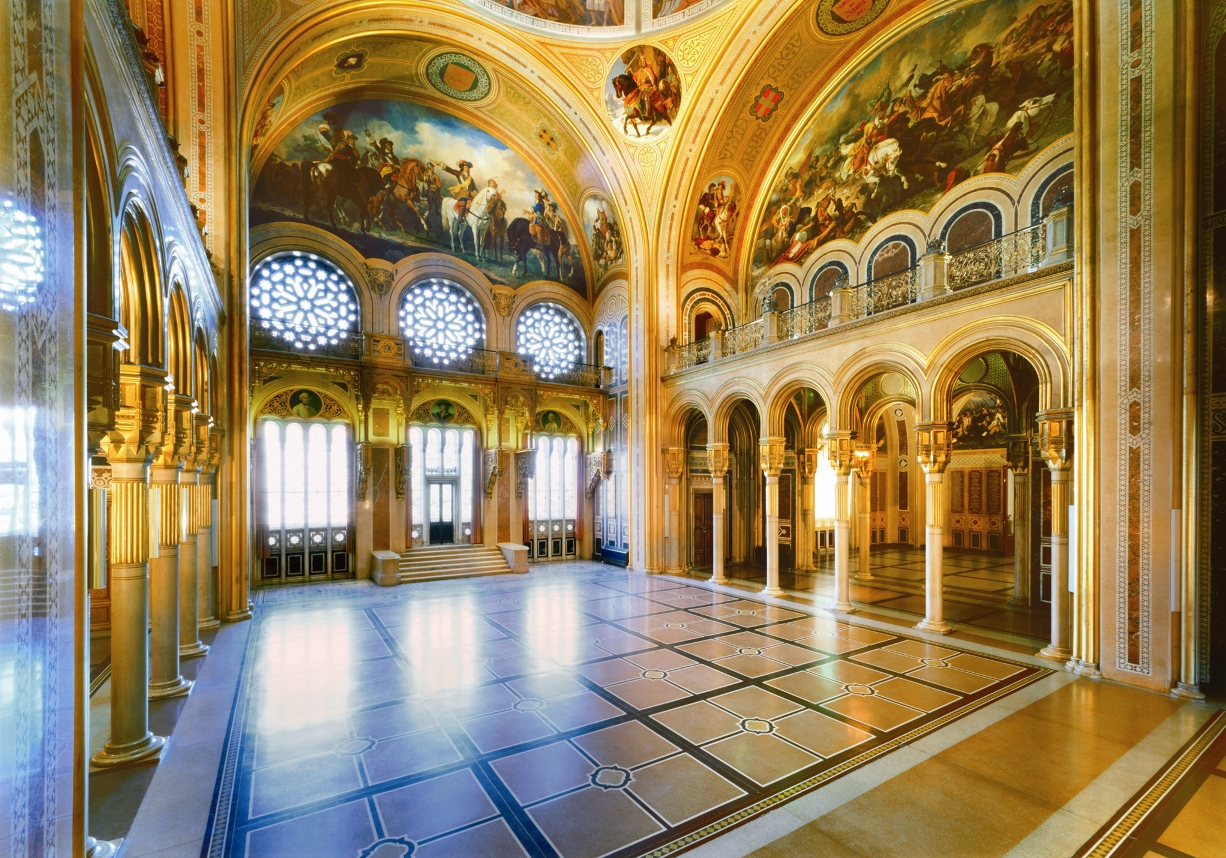
A Bécsi Hadtörténeti Múzeum dicsőség-csarnoka, 1858–1872, Bécs
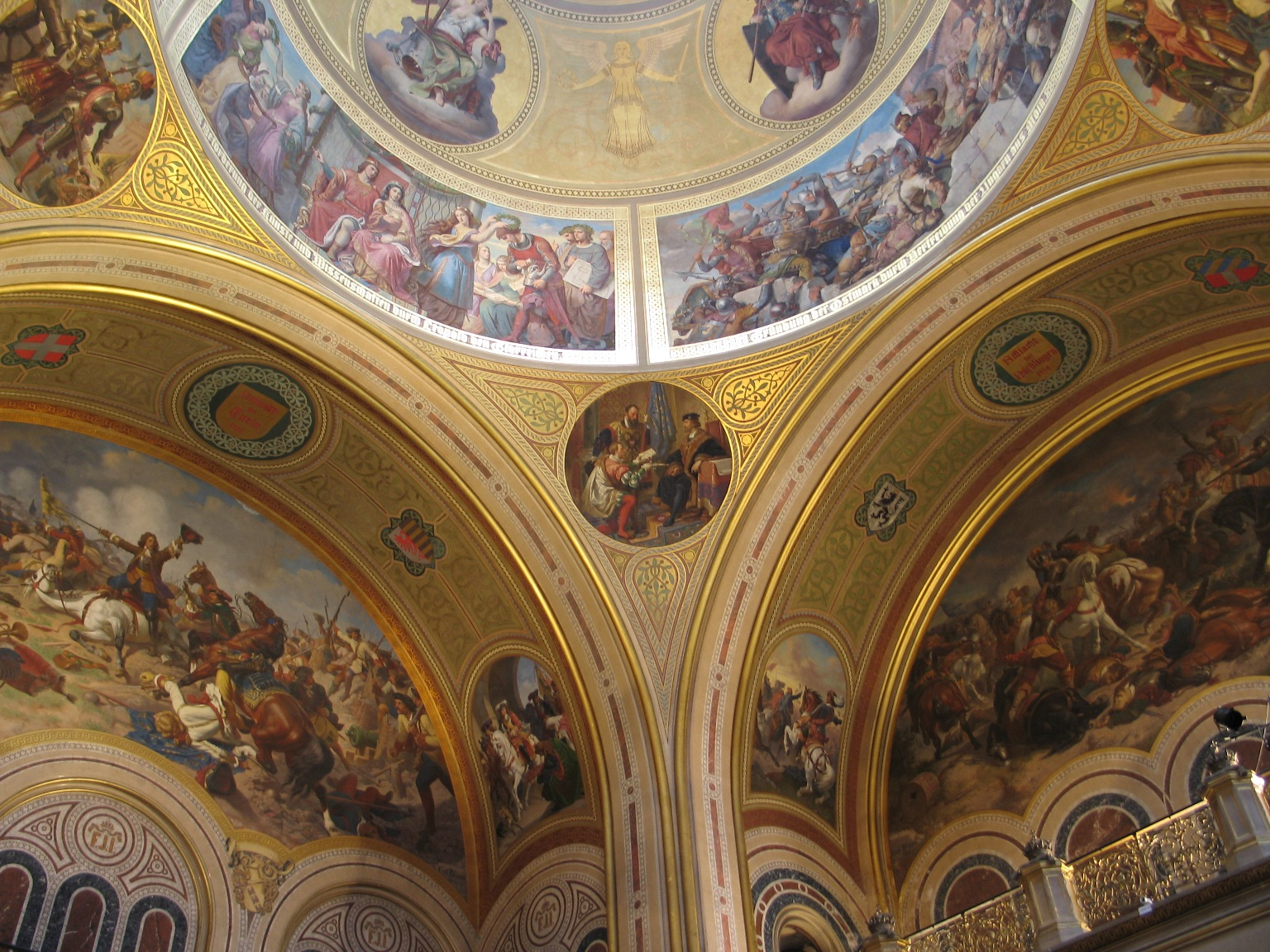
A Bécsi Hadtörténeti Múzeum dicsőség-csarnoka, 1858–1872, Bécs

## Karl von Blaas karton-tervei és festményei a Bécsi Hadtörténeti Múzeum freskóihoz
A Bécsi Hadtörténeti Múzeum freskói. Táblázat. Blaas önéletrajzának végén szereplő műlista 1876-ig.
(Kiegészítve a „Hall of Fame” forrásból) Archiválva 2020. augusztus 9-i dátummal a Wayback Machine-ben
| Hely (eredeti) | Kép       | Eredeti cím | Cím |
| --- | --------- | --- | --- |
| In der großen Mittelhalle (A nagy központi teremben) |           | | |
| Vier allegorische Kuppelbilder (Négy allegorikus kupolakép) |           | | |
| 1. Allegorische Kuppelbilder (Allegorikus kupolakép) |           | Die Tapferkeit | Hősiesség |
| 2. Allegorische Kuppelbilder (Allegorikus kupolakép) |           | Die Selbstbeherrschung | A mértékletesség, önuralom |
| 3. Allegorische Kuppelbilder (Allegorikus kupolakép) |           | Die Macht | A hatalom |
| 4. Allegorische Kuppelbilder (Allegorikus kupolakép) |           | Die Kunst | A művészet |
| Vier Friesbilder aus der Geschichte der Babenberger (Négy fríz a Babenbergek történetéből) |           | | |
| 1. Fríz (helyszíni felvétel) |           | Die Erstürmung von Mölk durch Leopold den Erlauchten (Szalagcím: Gründung der Ostmark burg. Vertreibung der ungarn aus Mölk.) (Die Erstürmung von Melk durch den Markgrafen Leopold I. von Babenberg)                           | Mölk visszavétele Jeles Lipót (Lipót der Erlauchte) által (976–994 között) Ostmark alapítása. A magyarok kiűzése Melkből.              |
| 2. Fríz |           | Leopold der Heilige weist die Kaiserkrone für Lothar von Sachsen zurück (Markgraf Leopold III. der Heilige weist 1125 die Kaiserkrone zurück)                                                                                   | Szent Leopold elutasítja a német koronát a szász Lothar javára, 1125                                                                   |
| 3. Fríz |           | Friedrich Barbarossa belehnt Heinrich Jasomirgott und Heinrich den Löwen (Kaiser Friedrich Barbarossa belehnt 1156 den Babenberger Heinrich II. Jasomirgott mit Österreich und den Sachsenherzog Heinrich den Löwen mit Bayern) | Barbarossa Frigyes megadományozza Jasomirgott Henriket és Oroszlán Henriket, 1156                                                      |
| 4. Fríz |           | Leopold der Glorreiche als Beförderer der Kunst und Wissenschaft (Herzog Leopold V. der Glorreiche als Förderer der Künste und Wissenschaften)                                                                                  | Dicsőséges Lipót a tudomány és művészet támogatója                                                                                     |
| Vier Pendentivgemälde (Négy csegelyen lévő festmény) |           | | |
| 1. Csegelyen |           | Kaiser Rudolph bei Ottokar's Leiche (Rudolf von Habsburg an der Leiche König Ottokar Przemysls nach der Schlacht bei Dürnkrut, 1278)                                                                                            | Rudolf császár Ottokar holtteste mellett, 1278                                                                                         |
| 2. Csegelyen |           | Albrecht's I. ritterlicher Zug über den Semmering (Albrecht I. beim Zug über den Semmering zur Unterwerfung des unbotmäßigen steirischen Adelsbundes, 1292)                                                                     | I. Albrecht lovagi vonulása Semmering felett, 1292 (I. Albrecht úton van a Semmering felett, hogy alávesse a stájer szövetséget, 1292) |
| 3. Csegelyen |           | Kaiser Max I. und Georg von Frundsberg (Kaiser Maximilian I. als Reformator des Kriegswesens, mit dem Landsknechtsführer Georg von Frundsberg)                                                                                  | I. Maximilien császár és Georg von Frundsberg                                                                                          |
| 4. Csegelyen |           | Karl V. empfängt den Degen König Franz' I (Kaiser Karl V. empfängt die Nachricht vom Sieg bei Pavia, 1525) | V. Károly átveszi I. Ferenc király kardját Paviánál, 1525 (V. Károly híreket kap a paviai 1525-ös győzelemről)                         |
| Vier Bilder in den großen Wandnischen mit Nebenscenen (Négy kép a nagy falfelületeken mellékjelenetekkel)                                                                                                  |           | | |
| 1. Nagykép |           | Die Schlacht bei Nördlingen (Sieg der Kaiserlichen über die Schweden bei Nördlingen, 1634) | A nördlingeni csata, 1634 (A császári győzelem a svédek felett Nördlingennél, 1634)                                                    |
| 1. bal mellékkép |           | Boucquoy's Sieg bei Zablat (Der Sieg bei Sablat, 1619) | Charles-Bonaventure de Longueval győzelme záblatí csatában, 1619                                                                       |
| 1. jobb mellékkép |           | Johann von Werth bei Tuttlingen (Johann von Werth überfällt den französischen Artilleriepark bei Tuttlingen, 1643) | Johann von Werth Tuttlingennél, 1643 (Johann von Werth megtámadja a francia tüzérségi erőket Tuttlingen közelében, 1643)               |
| 2. Nagykép |           | Der Kriegsrath bei St. Gotthard (Kriegsrat während der Schlacht bei St. Gotthard, 1664) | Haditanács a szentgotthárdi csata alatt, 1664                                                                                          |
| 2. bal mellékkép |           | Die Schlacht bei Levenz (Sieg der Kaiserlichen über die Türken bei Lewencz, 1664) | Léva ostroma, 1664 (Császári győzelem a törökök felett Lévánál, 1664)                                                                  |
| 2. jobb mellékkép |           | Die Vertheidigung Wien's gegen die Türken (Episode aus der Verteidigung Wiens gegen die Türken, 1683) | Bécs védelme a törökkel szemben, 1683                                                                                                  |
| 3. Nagykép |           | Die Schlacht bei Zenta (Episode aus der Schlacht bei Zenta, 1697) | Zentai csata, 1697 |
| 3. bal mellékkép |           | Die die Erstürmung von Ofen (Episode nach der Erstürmung von Ofen, 1686) | Buda ostroma, 1686 |
| 3. jobb mellékkép |           | Prinz Eugen's Zug nach Bosnien (Prinz Eugens Streifzug nach Bosnien, 1697) | Eugen herceg (Savoyai Jenő) vonulása Bosznia felé, 1697                                                                                |
| 4. Nagykép |           | Die Schlacht von Turin (Episode aus der Schlacht bei Turin, 1706) | Torinói csata, 1706 |
| 4. bal mellékkép |           | Der Überfall von Cremona 1702 (Der Handstreich von Cremona, 1702) | Cremona megtámadása, 1702 |
| 4. jobb mellékkép |           | Der Einzug König Karl's III. zu Madrid (Einzug König Karls III. von Spanien in Madrid, 1710) | III. Károly király bevonulása Madridba, 1710                                                                                           |
| Drei Porträte in Medaillons zwischen den Fenstern (Három portré az ablakok közötti medálokban) – Die Gründer und Verbesserer der österreichischen Artillerie (Az osztrák tüzérség alapítói és fejlesztői ) |           | | |
| 1. kép |           | Kaiser Max I.; Kaiser Maximilian I. (1459–1519) | I. Maximilien császár |
| 2. kép | Nincs kép | Graf Wenzel Josef von Colloredo-Mels [und Wallsee; Joseph Graf Colloredo-Mels und Wallsee (1738–1822)] | Colloredo-Mels Waldsee, Wenzel Josef gróf, tábornagy                                                                                   |
| 3. kép |           | Fürst Wenzel Liechtenstein; Joseph Wenzel Fürst Liechtenstein (1696–1772) | József Vencel liechtensteini herceg |
| Im ersten Nebensaale links (Az első szomszédos teremben a bal oldalon) |           | | |
| Das Deckengemälde (Mennyezeti festmény) |           | Die erste Verleihung des k. k. militärischen Maria Theresien-Ordens (groß) (Die erste Verleihung des Militär-Maria Theresien-Ordens 1758 an Prinz Karl [Carl?] von Lothringen)                                                  | A Katonai Mária Terézia-rend első adományozása, 1758                                                                                   |
| Pendentivbilder (Csegelyeken lévő képek) |           | | |
| 1. Csegelyen |           | Maria Theresia mustert die Truppen bei Solenau (Maria Theresia mustert die Truppen bei Sollenau, 1749) | Mária Terézia megvizsgálja a csapatokat Sollenau közelében, 1749                                                                       |
| 2. Csegelyen |           | Überfall Berlin's durch F. M. L. Haddik (Der Handstreich auf Berlin durch Andreas von Hadik, 1757) | Berlin meghódoltatása Hadik által, 1757                                                                                                |
| 3. Csegelyen |           | Erstürmung von Schweidnitz (Die Erstürmung der Festung Schweidnitz, 1761) | Schweidnitz megrohamozása, 1761 |
| 4. Csegelyen |           | Capitulation von Linz (Die Kapitulation von Linz vor den kaiserlichen Truppen, 1742) | Linz kapitulációja, 1742 (Linz átadása a császári csapatoknak, 1742)                                                                   |
| Wandflächenbilder (Falfestmények) |           | | |
| 1. kép |           | Die Schlacht bei Kolin 1757 (Die Schlacht bei Kolin, 1757) | Kolíni csata, 1757 |
| 2. kép |           | Der Überfall bei Hochkirch 1758 (Der Überfall bei Hochkirch, 1758) | Hochkirchi csata, 1758 |
| 3. kép |           | Der Kampf bei Piacenza 1746 (Der Kampf um Piacenza, 1746) | Piacenzai csata, 1746 |
| 4. kép |           | Die Übergabe von Belgrad 1789 (Die Übergabe der Festung Belgrad an die Kaiserlichen, 1789) | Belgrád visszavétele, 1789 (A belgrádi erőd visszaadása a császáriaknak, 1789)                                                         |
| Im zweiten Nebensaale rechts (A jobb oldalon lévő második szomszédos teremben) |           | | |
| Das Deckenbild (Mennyezeti festmény) |           | Einzug des Kaisers Franz in Wien (Die Rückkehr Kaiser Franz I. aus Paris nach Wien, 1814) | Ferenc császár bevonulása Bécsbe, 1814 (I. Ferenc császár visszatérése Párizsból Bécsbe 1814-ben)                                      |
| Pendentivbilder (Csegelyeken lévő képek) |           | | |
| 1. Csegelyen |           | Schlacht bei Würzburg (Erzherzog Karl [im Katalog immer: Carl] besichtigt nach der siegreichen Schlacht bei Würzburg 1796 die Beute)                                                                                            | Würzburgi csata, 1796 (Karl főherceg [a katalógusban mindig: Carl] megvizsgálja a zsákmányt a Würzburgi 1796-os győztes csata után)    |
| 2. Csegelyen |           | Treffen bei Ebelsberg (Das Treffen bei Ebelsberg, 1809) | Ebelsbergi ütközet, 1809 |
| 3. Csegelyen |           | Kampf auf dem Berge Isel (Andreas Hofer nach der Schlacht am Bergisel am 29. Mai 1809) | Csata a bergiseli dombon, 1809 (Andreas Hofer a bergiseli csata után, 1809. május 29-én)                                               |
| 4. Csegelyen |           | Einnahme von Vicenza (Die Einnahme von Vicenza, 1848) | Vicenza bevétele, 1848 |
| Wandflächenbilder (Falfestmények) |           | | |
| 1. kép |           | Schlacht bei Caldiero (Die Schlacht bei Caldiero, 1805) | Caldierói csata, 1805 |
| 2. kép |           | Schlacht bei Aspern (Die Schlacht bei Aspern, 1809) | Asperni csata, 1809 |
| 3. kép |           | Schlacht bei Leipzig (Episode aus der Völkerschlacht bei Leipzig, 1813) | Lipcsei csata, 1813 (Epizód az 1813-as Népek csatájából)                                                                               |
| 4. kép |           | Schlacht bei Novara (Episode nach der Schlacht bei Novara, 1849) | Novarai csata, 1849 |
| Helyszíni, eredeti freskófelvételek (rekonstrukció) |           | | |
| Első, bal oldali terem (Max von Posch rekonstrukció, 1950) |           | Die Schlacht von Kolin. | Kolíni csata, 1767 |

## Fordítás
- Ez a szócikk részben vagy egészben  a   Karl von Blaas című angol Wikipédia-szócikk ezen változatának fordításán alapul.  Az eredeti cikk szerkesztőit annak laptörténete sorolja fel. Ez a jelzés csupán a megfogalmazás eredetét és a szerzői jogokat jelzi, nem szolgál a cikkben szereplő információk forrásmegjelöléseként.
- Ez a szócikk részben vagy egészben  a   Karl von Blaas című német Wikipédia-szócikk ezen változatának fordításán alapul.  Az eredeti cikk szerkesztőit annak laptörténete sorolja fel. Ez a jelzés csupán a megfogalmazás eredetét és a szerzői jogokat jelzi, nem szolgál a cikkben szereplő információk forrásmegjelöléseként.